# Zbarvení holuba domácího
Zbarvení holuba domácího je barva dospělého holuba domácího tak, jak se jeví pozorovateli. Je to souhrnný název pro barvu a kresbu holuba., je proto dáno nejen zbarvením jednotlivých per, ale také střídáním per různé barvy na různých částech těla. Výsledná barva jednotlivých per je dána jak v nich obsaženým pigmentem a uspořádáním tohoto pigmentu v peru, tak i dalšími vlivy, jako je struktura peří, jeho mastnota a množstvím pudru. K základním barvám patří modrá, černá, červená, žlutá a bílá barva, mezi tzv. mezibarvy se řadí stříbřitá, izabelová, šedě, žlutě a červeně plavá, žemlová, měděně červená, dýmová a kaštanově hnědá. Kresba se popisuje u holubů, kteří mají na těle peří vícero barev. Kreseb existuje velké množství, od sotva patrných po velmi kontrastních.
Divoké zbarvení holuba je tzv. modré pruhové, přičemž holub a holubice jsou zbarveni stejně. Takto zbarvený pták má peří na těle šedomodré, na krku a voleti až černé s výrazným zeleným leskem, konce křídelních letek jsou černé, stejně tak je černý pruh na ocasních perech a dva příčné pruhy na křídlech. Mutacemi a selekcí vzniklo u domácího holuba velké množství dalších barevných a kresebných rázů. Popis těchto rázů je komplikovaný jejich značným počtem a také terminologickou nejednotností. Shodné barevné rázy jsou u různých plemen pojmenované různě, či naopak je stejným jménem u různých plemen označováno vzhledově i genotypově odlišné zbarvení.
Plemenná skupina barevných holubů sdružuje plemena, u kterých je vyšlechtění určitého zbarvení nebo kresby hlavním plemenným znakem.

## Základy genetiky barev holuba domácího
Výsledná barva holuba, tedy jeho fenotyp, je ovlivněna jeho genetickým založením, které určí druh a rozložení pigmentu v opeření daného jedince. Vliv vnějšího prostředí se na základním zbarvení holuba podílí jen málo. Genotyp holuba, tedy soubor všech genů, které ovlivňují jeho zbarvení, však z jeho vzhledu nemusí být vůbec patrný. Barva je totiž kódována ne jedním nebo několika, ale celou řadou řadou genů, které vůči sobě nejsou lhostejné, ale vzájemně se ovlivňují. Jednotlivé geny navíc nejsou všechny stejné, mají několikero rozdílných forem, alel. Holub má v každé tělní buňce 40 párů chromozomů, na kterých jsou umístěné jednotlivé geny. Jedná-li se o autozómy, mají oba chromozómy v páru alely stejných genů ve stejných lokusech, tyto alely ovšem mohou být různé a výsledný fenotyp je daný jejich interakcí, alely vůči sobě mohou být dominantní nebo recesivní. Stejně tak jednotlivé geny ovlivňující zbarvení holuba na sebe navzájem působí: Tyto genové interakce jsou zhruba dvojího druhu: může jít o tzv. kumulativní duplicitu bez dominance, kdy se účinky dvou konkrétních genů rovnoměrně doplňují, nebo o epistázi, kdy je účinek jednoho genu nadřazen genu druhému.
Dědičnost zbarvení holubů je komplikovaná faktem, že některé geny ovlivňující pigmentaci jsou umístěné na pohlavních chromozomech a jsou tedy vázané na pohlaví. Chromozomální určení pohlaví u ptáků a tedy i u holuba je odlišné od savců. Je to totiž samice, která má dva odlišné pohlavní chromozomy (ZW), zatímco samec je tzv. homogametický, má dva stejné pohlavní chromozomy, ZZ. Chromozom Z je větší a zhruba odpovídá savčímu chromozomu X. Je to tento chromozom, na kterém jsou umístěné některé geny kódující barvu peří. Holubice má proto ve svém genotypu pouze jedinou kopii dané alely, která se ve výsledném fenotypu projeví vždy, zatímco holub má pár alel, které spolu interagují stejně, jako je tomu u ostatních vloh.

## Zbarvení jednotlivých per
Barva jednotlivých per holuba je dána především uvnitř obsaženým pigmentem. U holuba se, na rozdíl od mnoha jiných ptáků, na zbarvení peří nepodílejí pigmenty jako jsou lipochromy či porfyriny, které dávají živé žluté, červené nebo zelené odstíny. Jediným přítomným pigmentem je melanin. Ten může být trojího druhu: černý eumelanin a červený a hnědý pheomelanin. Kromě samotného typu pigmentu je důležité také uspořádání pigmentových zrn. To může být buď rovnoměrné, výsledkem je plnobarevné, slité zbarvení, nebo skupinové, které vede ke zbarvení plavému.
To dává za vznik základním barevným řadám, kdy jednomu plnobarevnému zbarvení vždy odpovídá barva plavá. Eumelanin ve své plnobarevné pigmentaci dává peru černou barvu, jeho plavá verze je modrá. Červený pheomelanin vede k červené a červeně plavé barvě, hnědý pak k hnědé a hnědě plavé.
Každá z těchto sytých, intenzivních barev může být ředěná. Menší sytost barvy pera je způsobena menším množstvím obsaženého pigmentu. Za ředění je zodpovědná vloha d, která je recesivní vůči sytému zbarvení. Vloha je přítomna na pohlavním chromozomu, takže je vázaná na pohlaví. V této alelické sérii se nachází též alela dP, která kóduje tzv. bledou barvu, mezistupeň mezi zbarvením intenzivním a ředěným. Je též recesivní a to i k ředící alele d. Ředěná barva holubů je spojená s minimálním množstvím prachového opeření u takto zbarvených vylíhlých holoubat.
Ředěním černé barvy vzniká barva šedohnědá, tmavohnědá nebo šedě plavá, ředěním modré stříbřitá. Ředěním červené barvy vzniká barva žlutá, červeně plavé žlutě plavá, z hnědé hnědožlutá a z hnědě plavé hnědožlutě plavá. Úplná nepřítomnost melaninů má pak za následek zbarvení bílé.

### Základní barvy
Základní barvou holubího peří je černá, modrá, červená, žlutá a bílá.
- Černá: Vzniká působením černě zbarveného melaninu v intenzivní a plnobarevné pigmentaci. Černá barva by měla být sytá a sametově černá.[8]
- Modrá: je dána působením černého melaninu v intenzivní, ale plavé pigmentaci. Vyskytuje se ve dvou odstínech, světlejším a tmavším, měla by být čistá, světle šedé nebo popelavé odstíny jsou nežádoucí.[8]
- Červená: Červené zbarvení je podmíněno přítomností pheomelaninu, ne lipochromů jako u některých jiných červených ptáků. Je sytá, jasná a čistě červená.[8]
- Žlutá: Toto zbarvení vzniká ředěním červené barvy. Barva by měla být rovnoměrná a zlatě sytá.[8]
- Bílá: Bílé peří neobsahuje žádné melaniny. Barva je čistá, jemně nažloutlá,[8] stejně tak kůže je bílá.[9]

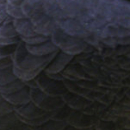
Černá barva
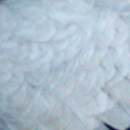
Modrá barva
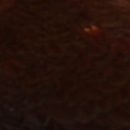
Červená barva
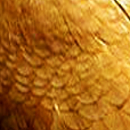
Žlutá barva
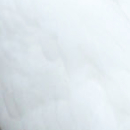
Bílá barva

Bílá barva u holuba většinou není způsobena albinismem, ale složitými interakcemi genů a vůči barevnému opeření proto může být dominantním i recesivním znakem. Recesivní bílá zwh je ve vztahu ke všem ostatním genům, které kódují barvu opeření, ve vztahu recesivní epistáze. U recesivního homozygota zwhzwh se do peří nedostává žádný pigment a jiné geny se tím pádem nemohou nijak projevit.
Typ produkovaného pigmentu je řízen alelickou sérií na lokusu B, který se nachází na chromozomu Z a je proto vázaný na pohlaví. Dominantní vloha BA zapříčiňuje dominantní červené zbarvení, které je označováno též jako popelově červené. Vůči ní je recesivní alela B+, což je divoká verze tohoto genu, vedoucí k modrému a černému pigmentu. Je možné, že mezi alelou BA a B+ je dominance neúplná. RNDr. Tyller uvádí, že popelavě červený německý výstavní holub s genotypem BAB+ měl černé skvrny v letkách a v ocase a tmavý zobák, zatímco homozygotní ptáci BABA měly zobáky světlé a skvrny v křídlech, byly-li přítomny, byly hnědé. Poslední alelou v sérii je recesivní b, která u homozygotů vytváří hnědé, též kaštanové nebo čokoládové zbarvení.
Celobarevně červená barva je dána alelou e v jejím recesivně homozygotním založení. Tento gen je ve vztahu k lokusu B ve vztahu recesivní epistáze. Při přítomnosti aspoň jedné divoké alely E+ se mohou projevit vlohy z lokusu B, u recesivního homozygota ee je však toto zbarvení překryto a vzniká tzv. celobarevná červená, též recesivní červená barva.
Účinkem genu B, E a již zmíněného D, který je zodpovědný za ředění barev, vznikají následující barevné kombinace. Pro názornost jsou všichni holubi v pruhové kresbě. Peří na krku a zejména na ocasních pruzích je plnobarevné, na zbytku těla plavé v odpovídající barvě. Výjimkou jsou ptáci celobarevně červení a žlutí, u nich je kresba zcela překryta účinkem alely e, a jsou plnobarevně zbarveni na celém těle. Protože je jak vloha B, tak vloha D umístěna na pohlavním chromozomu Z, holub má dvě kopie těchto alel, zatímco holubice pouze jedinou.
| intenzivní barvy                                                         | intenzivní barvy                                                  | intenzivní barvy                                             | intenzivní barvy                                                    |
| ------------------------------------------------------------------------ | ----------------------------------------------------------------- | ------------------------------------------------------------ | ------------------------------------------------------------------- |
| Rakovnický kotrlák modrý pruhový                                         | Anglický dlouholící rejdič červenopruhý                           |                                                              | Celobarevně červený karnó                                           |
| černá pigmentace genotyp holuba E_ B+B+ D_ genotyp holubice E_ B+- D-    | popelavě červená genotyp holuba E_BABA genotyp holubice E_BA- D-  | hnědá genotyp holuba E_ bb D_ genotyp holubice E_ b- D-      | recesivní červená genotyp holuba ee -- D_ genotyp holubice ee -- D- |
| ředěné barvy                                                             |                                                                   |                                                              |                                                                     |
| Dánský rejdič stříbřitý pruhový                                          | Arabský bublák žlutopruhý                                         |                                                              | Permský vysokoletec celobarevný žlutý                               |
| šedohnědá/stříbřitá genotyp holuba E_ B+B+ dd genotyp holubice E_ B+- d- | popelavě žlutá genotyp holuba E_BABA dd genotyp holubice E_BA- d- | hnědožlutá genotyp holuba E- bb dd genotyp holubice E_ b- d- | recesivní žlutá genotyp holuba ee -- d_ genotyp holubice ee -- d-   |

## Kresby holuba domácího
Jen u některých barevných rázů je peří na celém těle stejné barvy. Je-li tomu tak, jedná se především o základní barvy, černou, celobarevnou červenou a žlutou a bílou. Jako jednobarevní bývají označováni i holubi rázu modrého bezpruhého, kteří však nejsou celí modří, ale mají černé konce letek. Častější jsou holubi vícebarevní, kteří mají buď přímo kreslená jednotlivá pera, nebo mají na různých místech těla peří odlišné barvy.

### Základní řada kreseb
Základní kresba holubů je tvořena právě kombinacemi plnobarevných a plavých barev stejné pigmentace na různých částech těla ptáků. Divoké zbarvení holuba patří také do řady základních kreseb. V divokém zbarvení jsou na většině těla jsou pera plavá, plnobarevné zbarvení se nachází jen v opeření krku, na koncích letek, v pruhu přes ocas a ve dvou pruzích přes křídla. Mutacemi divokého zbarvení vzniklo jak zbarvení s větším podílem plnobarevného zbarvení, tak s podílem menším. Kresba je podmíněna interakcí šesti různých vlohových párů, které jsou mezi sebou ve vztahu dominantní epistáze. Vzniká tak řada základních kreseb, ve které platí, že plnobarevnější kresby jsou dominantní nad těmi více plavými.
- Plnobarevná kresba: Je-li na prvním epistatickém páru dominantní alela S, plnobarevný pigment je přítomen na celém těle holuba. V černé pigmentaci je takový holub jednobarevný, totiž plnobarevný černý. Při ředěné barvě je pták šedohnědý, zvaný též dun. Má-li pták jak vlohu S, tak vlohu BA podmiňující dominantně červené (nebo ředěné žluté) zbarvení, výsledná barva peří bude popelová nebo moučná.[14][7] Tato barva se však do základní řady kreseb nepočítá.
- Tmavá kresba: Následující pár vloh funguje podobně. Dominantní vloha T, též CT zapříčiní vznik tmavé kresby, u které je téměř všechno opeření plnobarevné, plavý je jen ocas a v červené řadě i letky.
- Kapratá kresba: Je-li pták recesivní homozygot ss tt, může se uplatnit třetí alelický pár, ve kterém vloha C podmiňuje skvrnitou kresbu křídel a zad.[13] Ta je tvořena peřím, které má plnobarevnou oválnou skvrnu ve středu praporu pera. Překrýváním těchto per vzniká na štítech křídel víceméně pravidelná trojúhelníkovitá a řádkovaná kresba.[15] Základní barva kapratého holuba může být modrá, stříbřitá nebo plavá, u modrých kapratých holubů je kaprování černé. Aby byla kresba výrazná, musí být základní barva ptáka světlá a plnobarevné skvrny musí být přiměřeně velké a pravidelně rozmístěné na  peříkřídelních štítů. Kromě skvrn tvořících kresbu v kapraté kresbě plnobarevné také dva příčné pruhy přes křídla, konce křídelních letek, ocasní pruh a opeření krku. Dalším alelickým párem v pořadí je vloha So, která zbarvuje peří na křídlech a na zádech do sazovité, skvrnité kresby, u které je kapratost jen naznačena.[11][7] Ani u tohoto zbarvení nechybí křídelní pruhy.
- Pruhová kresba: Dominantní vloha posledního alelického páru Ba vyvolává vznik dvou plnobarevných příčných křídelních pruhů, plnobarevné jsou také konce letek, ocasní pruh a opeření krku, všechno ostatní opeření je plavé. Toto je divoké zbarvení, proto se alela označuje též C+[11]
- Bezpruhá kresba: Bezpruhá, též plavá bezpruhá kresba, vzniká při genetickém založení ss tt cc soso baba. Na většině těla je opeření plavé, plnobarevné jsou jen letky, ocasní pruh a opeření krku. Takový pták je opět (téměř) jednobarevný.

Někdy je celá série zjednodušena tím, že se vynechává vlohový pár So/so.
Základními zbarveními holubů je tedy kombinace základní řady kreseb a jakékoliv základní pigmentace: Popelavé červené, černé, hnědé a jejich ředěných variant.
Tabulka základních řad zbarvení holuba domácího
| Genotyp               | Zbarvení                                  | Genotyp                    | Zbarvení                                  |
| --------------------- | ----------------------------------------- | -------------------------- | ----------------------------------------- |
| popelavě červená řada | popelavě červená řada                     | popelavě žlutá řada        | popelavě žlutá řada                       |
| EE BABA DD SS --      | popelavá červená, levandulová             | EE BABA dd SS --           | popelavá žlutá                            |
| EE BABA DD ss CTCT    | červená tmavá                             | EE BABA dd ss CTCT         | žlutá tmavá                               |
| EE BABA DD ss CC      | červená kapratá                           | EE BABA dd ss CC           | žlutá kapratá                             |
| EE BABA DD ss C+C+    | modrá červenopruhá, plavá červená pruhová | EE BABA dd ss C+C+         | žlutopruhá, žlutě plavá pruhová, žemlák   |
| EE BABA DD ss cc      | červeně plavá                             | EE BABA dd ss cc           | žlutě plavá                               |
| černá(modrá) řada     | černá(modrá) řada                         | šedohnědá (stříbřitá) řada | šedohnědá (stříbřitá) řada                |
| EE B+B+ DD SS --      | plnobarevná černá                         | EE B+B+ dd SS --           | plnobarevná šedohnědá, myšová, dun        |
| EE B+B+ DD ss CTCT    | černá modroocasá                          | EE B+B+ dd ss CTCT         | stříbřitá tmavá                           |
| EE B+B+ DD ss CC      | modrá kapratá                             | EE B+B+ dd ss CC           | stříbřitá kapratá                         |
| EE B+B+ DD ss C+C+    | modrá pruhová                             | EE B+B+ dd ss C+C+         | šedohněděpruhá, stříbřitá pruhová, plch   |
| EE B+B+ DD ss cc      | modrá bezpruhá                            | EE B+B+ dd ss cc           | stříbřitý bezpruhá                        |
| hnědá řada            | hnědá řada                                | hnědožlutá řada            | hnědožlutá řada                           |
| EE bb DD SS --        | plnobarevná hnědá                         | EE bb dd SS --             | plnobarevná hnědožlutá, khaki             |
| EE bb DD ss CTCT      | hnědá tmavá                               | EE bb dd ss CTCT           | hnědožlutá tmavá                          |
| EE bb DD ss CC        | hnědá kapratá                             | EE bb dd ss CC             | hnědožlutá kapratá                        |
| EE bb DD ss C+C+      | hnědopruhá, hnědá pruhová                 | EE bb dd ss C+C+           | plavá hnědožlutě pruhová, hnědožlutopruhá |
| EE bb DD ss cc        | hnědý bezpruhá                            | EE bb dd ss cc             | hnědožlutá bezpruhá, plavá hnědožlutá     |

Uvedené genotypy platí pro samce, holubice mají vždy jen jednu verzi alely B a D.
| Základní řada kreseb v černé pigmentaci (kromě tmavé kresby) | Základní řada kreseb v popelavě červené pigmentaci (kromě tmavé kresby) |
| ------------------------------------------------------------ | ----------------------------------------------------------------------- |
| Africký racek plnobarevný černý                              | Pomořanský chocholatý rejdič červeně popelavý                           |
| Nizozemský výstavní holub modrý kapratý                      | Americký show racer červený kapratý                                     |
| Rakovnický kotrlák modrý pruhový                             | Arabský bublák plavý červeně pruhový, též červenopruhý                  |
| Modrý gaskoňský holub modrý bezpruhý                         | Soultský chocholatý holub červeně plavý bezpruhý                        |

### Modifikace základní barevné řady
Základní barvy mohou být modifikovány účinkem mnoha genů, které redukují pigment na plnobarevně zbarvených plochách. Kresba tak může rezavět nebo zesvětlat. Vznikají tak další barevné řady, jako je řada bronzová, řada opálová a řada orientální. Tyto modifikátory působí na podkladě základní kresby a barvy, a výsledný barevný ráz nemusí vzniknout jen účinkem jediného z nich na základní barvu, ale i jejich kombinací.

#### Opálová řada
Zesvětlení na tzv. opálovou barvu vzniká dvojím způsobem: recesivní opál daný alelou o je jednoduše recesivní vůči modrému zbarvení a není vázáný na pohlaví. Kresba křídel takových holubů je slitá a opalizuje do bronzova či je až bělavá. Vejce recesivně opálových holubů mají sníženou líhnivost. U českých plemen holubů se toto zbarvení neobjevuje a není uvedeno ani v českém vzorníku.

#### Orientální řada
Tzv. orientální barevná řada je typická vybělením barevné kresby, s jistou tolerancí rezatosti. Vybělení kresby může způsobit několik na sobě nezávislých modifikujících genů, a to samostatně či v kombinaci. Podobný fenotypový projev je vyvolán i zcela odlišnými genotypy. Při působení těchto modifikátorů na podkladě tmavého zbarvení (CT) vzniká stříbřitá běloštítnost nebo šupinatost, u kapratých holubů je vzorek vybělený na tzv. bílou kapratost, neboli šupkatost, vybělení u pruhových holubů způsobuje bělopruhost.
Modifikátorem v orientální řadě je například již zmíněný recesivní opál, častěji se však uplatňuje dominantní opálové zbarvení podmíněno vlohou Od, která zapříčiňuje úplné vymizení pigmentu v kresbě. Dominantní opál kromě toho poněkud zesvětluje barvu veškerého opeření na těle holuba a proběluje i ocasní pera a letky až do téměř bílé barvy. Ve své homozygotní podobě je letálním faktorem, holoubata OdOd se buď vůbec nevylíhnou, nebo hynou brzy po vylíhnutí. Dominantní opál zesvětluje opeření a dokáže zcela vybělit okrsky per, které by měly v základní řadě plnobarevnou pigmentaci, a vznikají tak holubi bělopruzí, při působení dominantního opálu na pruhovou kresbu, a šupkatí, neboli bílé kapratí. Šupkatí holubi mají podobně jako kapratí holubi oválné skvrny na praporech per především křídelních štítů, ale tyto skvrny jsou bílé. Šupkatost způsobená působením dominantního opálu však bývá neostrá a často narezlá.
Genetický faktor toy stencil Ts, v minulosti označovaný jako KS, u homozygotů vyběluje plnobarevnou kresbu podobně jako dominantní opál. Je to vloha dominantní vůči divokému zbarvení, ale není spojena s letálním faktorem. Šupkatost vzniklá kvůli faktoru toy stencil je ostřejší než opálová. V kombinací s dominantním opálem vytváří čistě bílé pruhy. Někteří autoři faktor toy stencil považují za genetický komplex tří nezávislých genů, Ts1,Ts2 a Ts3.
Bílá kresba daná účinkem faktorů toy stencil v kombinaci Ts1Ts1, Ts2Ts2, ts3ts3 se objeví i v přítomnosti vlohy S a to i v případě, že je takový holub homozygot SS. Štít křídel včetně letek v případě toy stencil bělopruhosti a šupkatosti zůstává plnobarevný. Žlutý bělopruhý holub se nazývá izabela.
Šupinatost je odlišná kresba od šupkatosti. Šupinatí holubi mají probělené středy per a pigmentovaný zůstává jen jejich okraj. Šupinatost vyvolává několik modifikátorů, jako je faktor pencil (peculiar pencilling, pc). Ve svém heterozygotním založení vede k bělopruhosti, recesivní homozygoti jsou šupinatí. Moravský pštros šupinatý je šupinatý právě díky faktoru pencil, stejně tak české bagdety bělopruhé. Šupinatost tvořená účinkem faktoru pencil se označuje též jako pigrovanost. Vzniká na podkladě plnobarevného zbarvení nebo tmavé kresby. Hlava a horní část krku jsou barevné, směrem k ocasu jsou však středy per zcela vyběleny. U orientálních racků se na dokonalé kresbě ocasních per podílí ještě recesivní vloha frill stencil, fs. Právě efekt recesivně homozygotních alel fsfs je považováno za pravé orientální zbarvení.
Srovnání pigra a blondinety

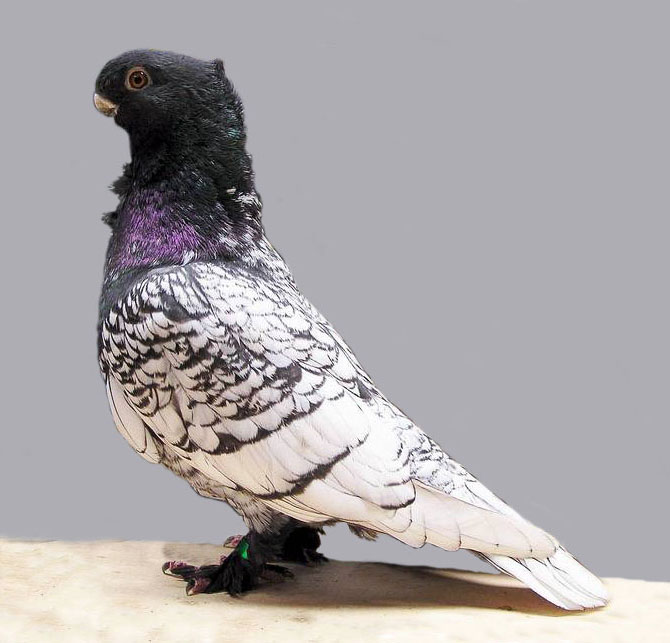
Orientální racek, blondineta černě šupinatá, lemování per je důsledkem vlohy frill stencil
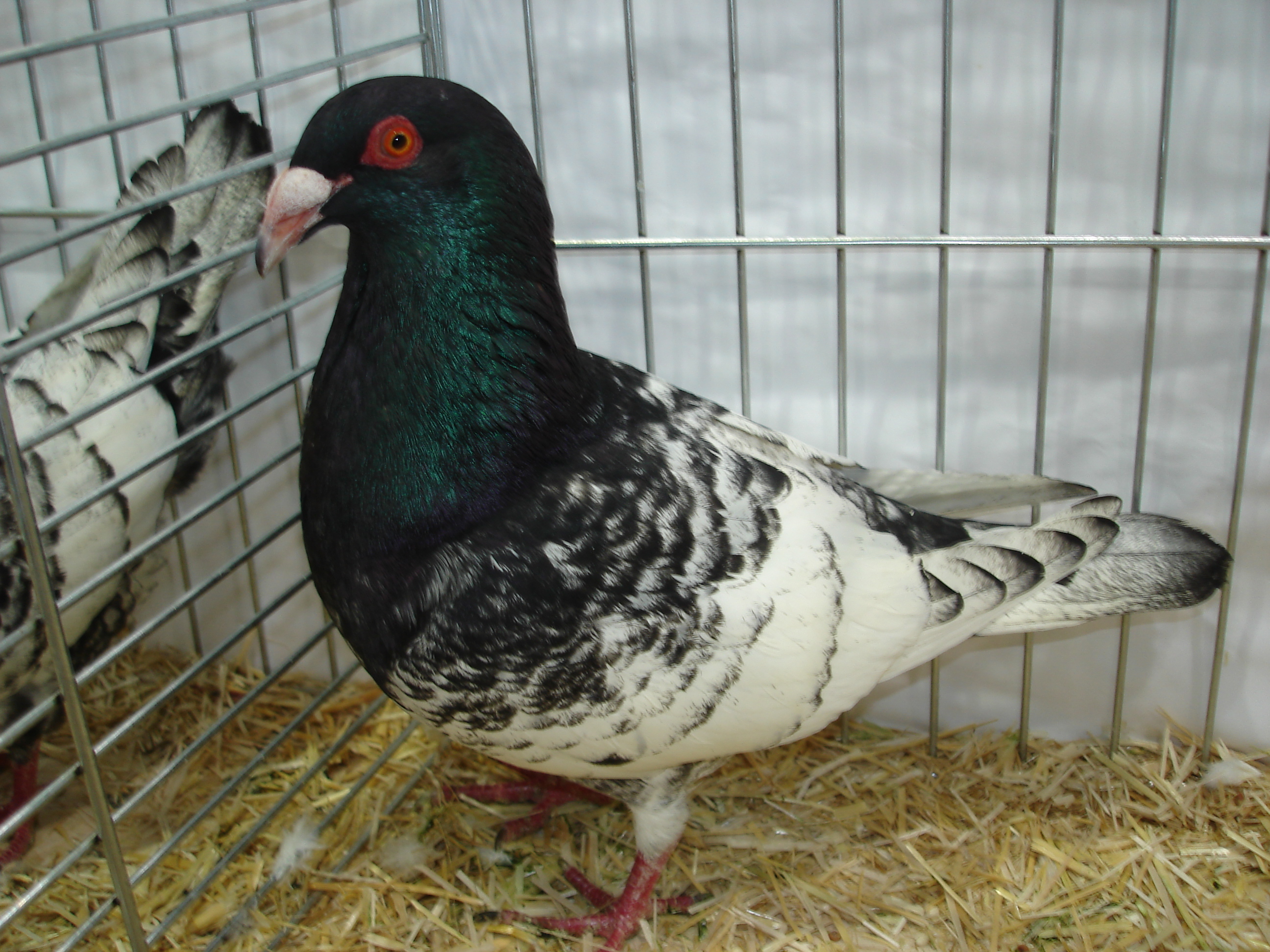
Španiér černý proužkovaný, pigr, kresba podmíněná faktorem pencil

#### Bronzová řada
Bronzová či mahagonová řada vzniká účinkem modifikátorů, které dávají opeření rezavou či měděně červenou barvu. Měděně červená se může podobat recesivní červené barvě, vzniká však odlišně. V době vzniku českého názvosloví byla jako jediný bronzový modifikátor známá alela dominantní alela K, Kite, a resesivní Libanon bronze kl. Axel Stell ve své knize Breeding and Inheritance in Pigeons vydané v roce 1994 popisuje už osm typů bronzového zbarvení: kite bronze, modena bronze, archangel bronze, roller bronze, brandler bronze, tippler bronze, toy stencil bronze, a lebanon bronze. Od té doby se znalost dědičnosti bronzové barvy stále zpřesňuje a v současnosti se zdá, že modena bronze je identická s toy stencil bronze, která je kódována vlohou Ts1.
Toy stencil bronze se chová podobně jako toy stencil vybělení. Vzorek na křídelních štítech získává bronzovou barvu, ostatní opeření je beze změny.
Vloha kl, Libanon bronze, kóduje libanonskou, recesivní bronzovou. Ta dává bronzovou barvu některým blízkovýchodním plemenům. V kombinaci s BA vzniká zbarvení ohnivé, s proběleným základem per, bělavým kaprováním či pruhy a bílým pruhem na ocase, tzv. lentou.
Bronzové barvy mohou být také ředěné.
účinek bronzových modifikátorů na základní barvy
|                     | intenzivní barvy | intenzivní barvy | intenzivní barvy | ředěné barvy | ředěné barvy   | ředěné barvy |
| ------------------- | ---------------- | ---------------- | ---------------- | ------------ | -------------- | ------------ |
|                     |                  |                  |                  |              |                |              |
| základní pigmentace | černá            | popelavě červená | hnědá            | šedohnědá    | popelavě žlutá | hnědožlutá   |
| modifikovaná barva  | bronzová         | ohnivá           | rudohnědá        | sírová       | zlatožlutá     | okrová       |

Galerie bronzového zbarvení holubího peří

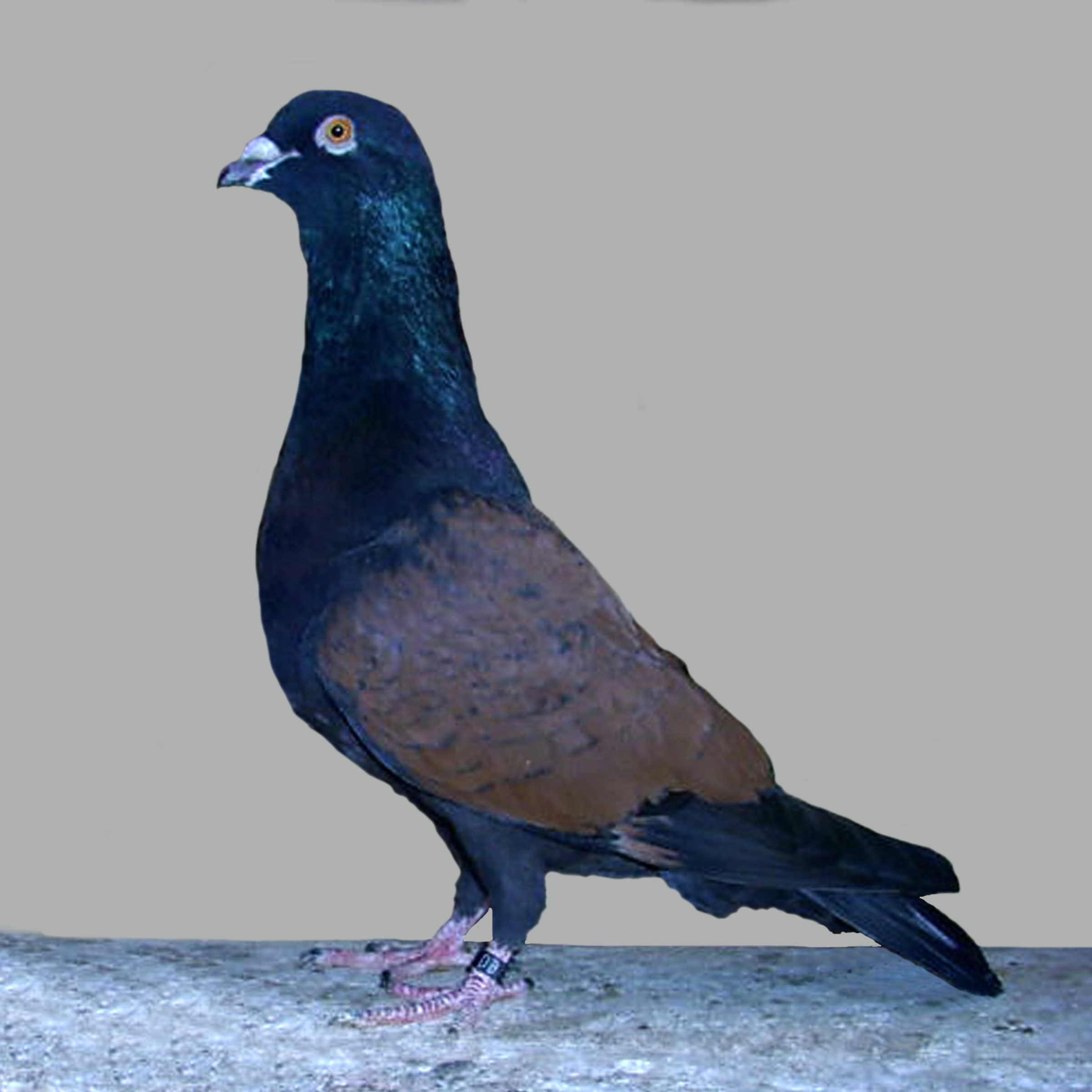
Libanonský holub bronzově kapratý
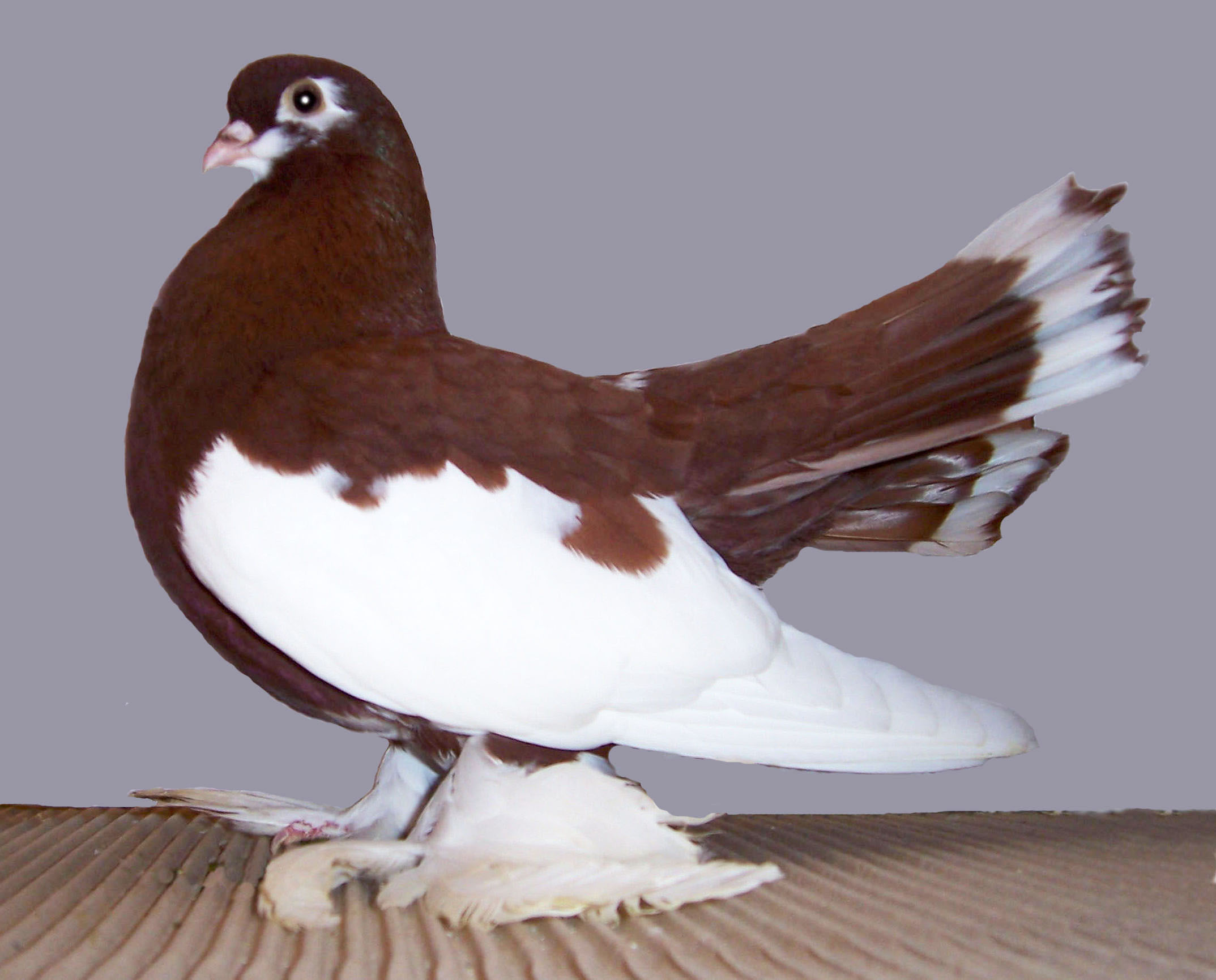
Volžský postavový rejdič lentový červený
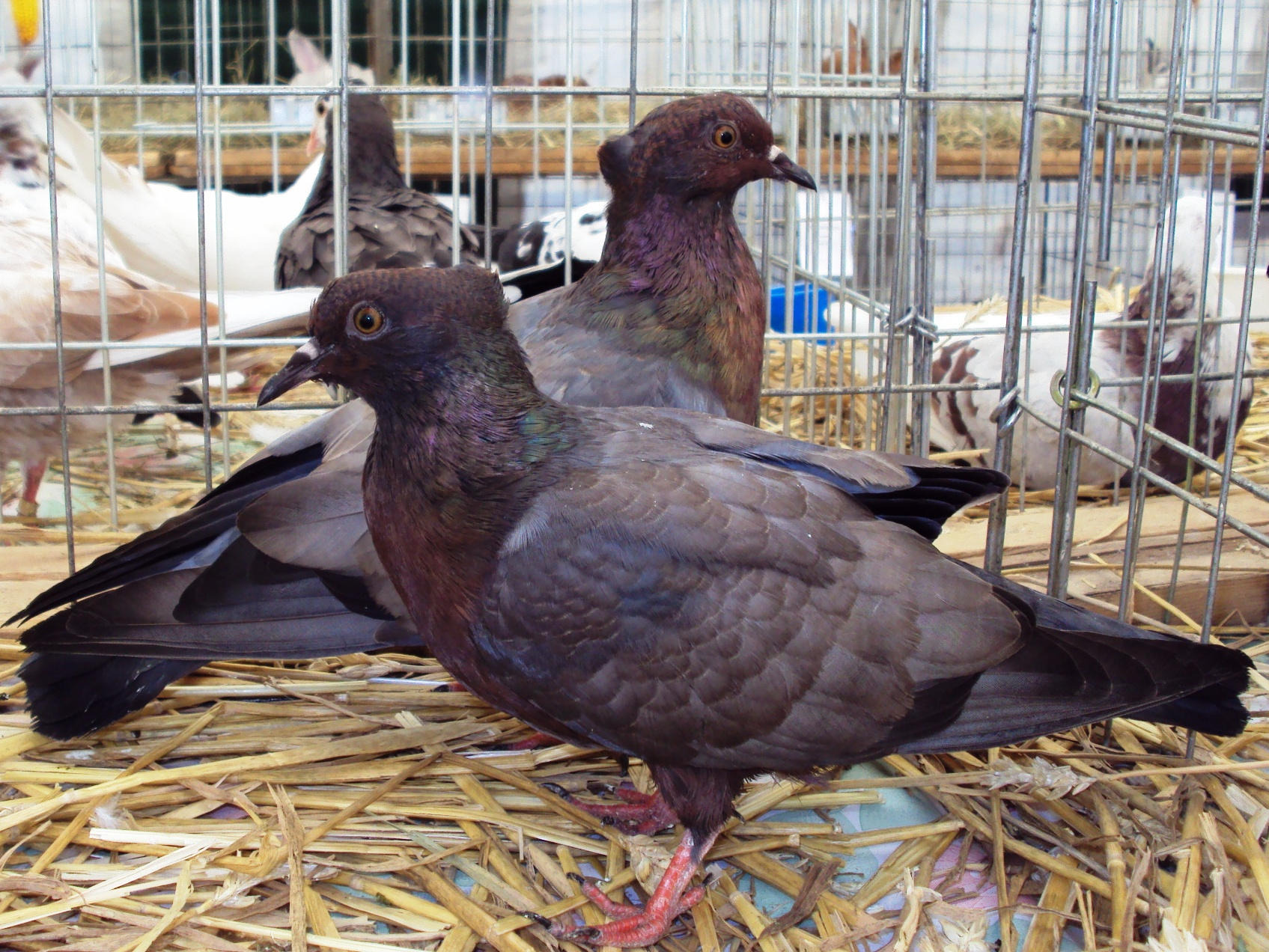
Bronzový černokřídlý holub hýl

#### Další modifikátory

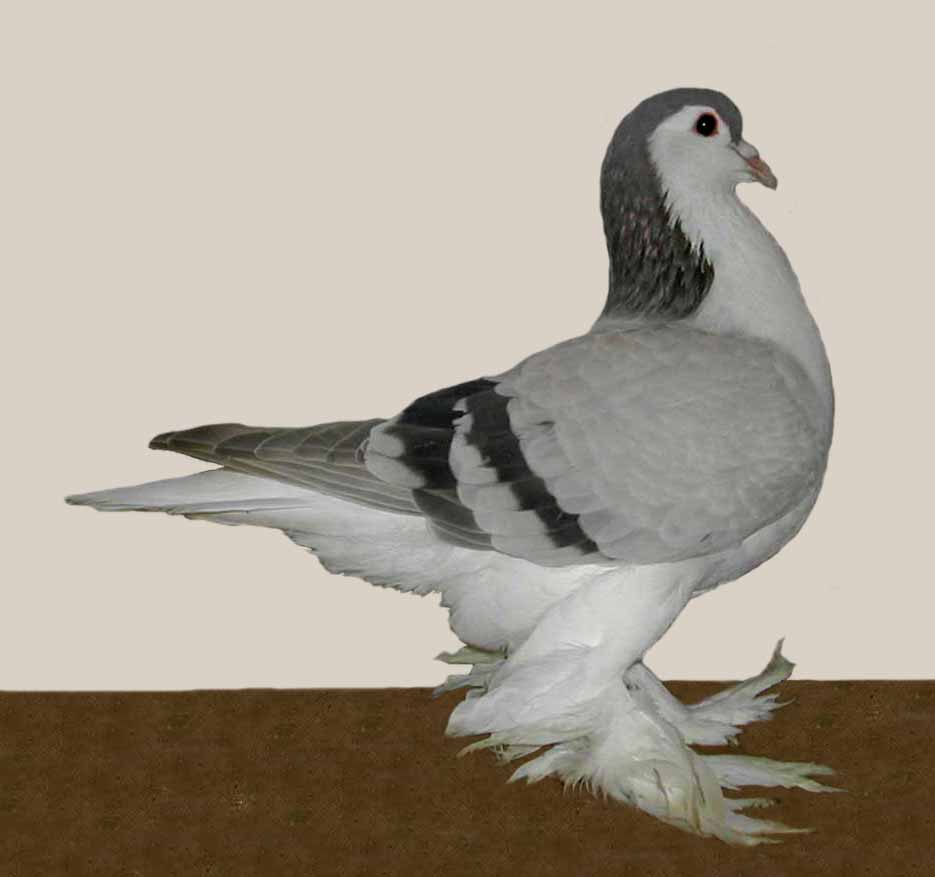
"Stříbřitý" pruhový holub plemene lahore, ve skutečnosti se jedná o plnobarevně mléčnou barvu

Dalším genem, které zesvětluje pigment je Milky, jeho mutantní alela my je recesivní k divokému zbarvení. Její účinek připomíná jak dominatní opál, ředěné barvy či barvu sivou. V modročerné řadě mění barvu na velmi světlou s velkým množstvím pudru, tzv. pudrovou modrou. Hnědé zbarvení se účinkem mymy mění na krémově hnědé a recesivní červené na růžové. Při kombinaci s vlohou S vzniká plnobarevné mléčné zbarvení, jaké je přítomné u "stříbřitého" rázu plemene lahore. Je-li přítomna vloha BA, peří je mléčně popelové, efekt recesivního plnobarevného červeného zbarvení ee modifikuje na perlově šedočervenou, hlavně na krku ptáka. Podobný efekt jako milky a opál má recesivní, na pohlaví vázaná vloha reduced, toto zbarvení pelicháním tmavne.

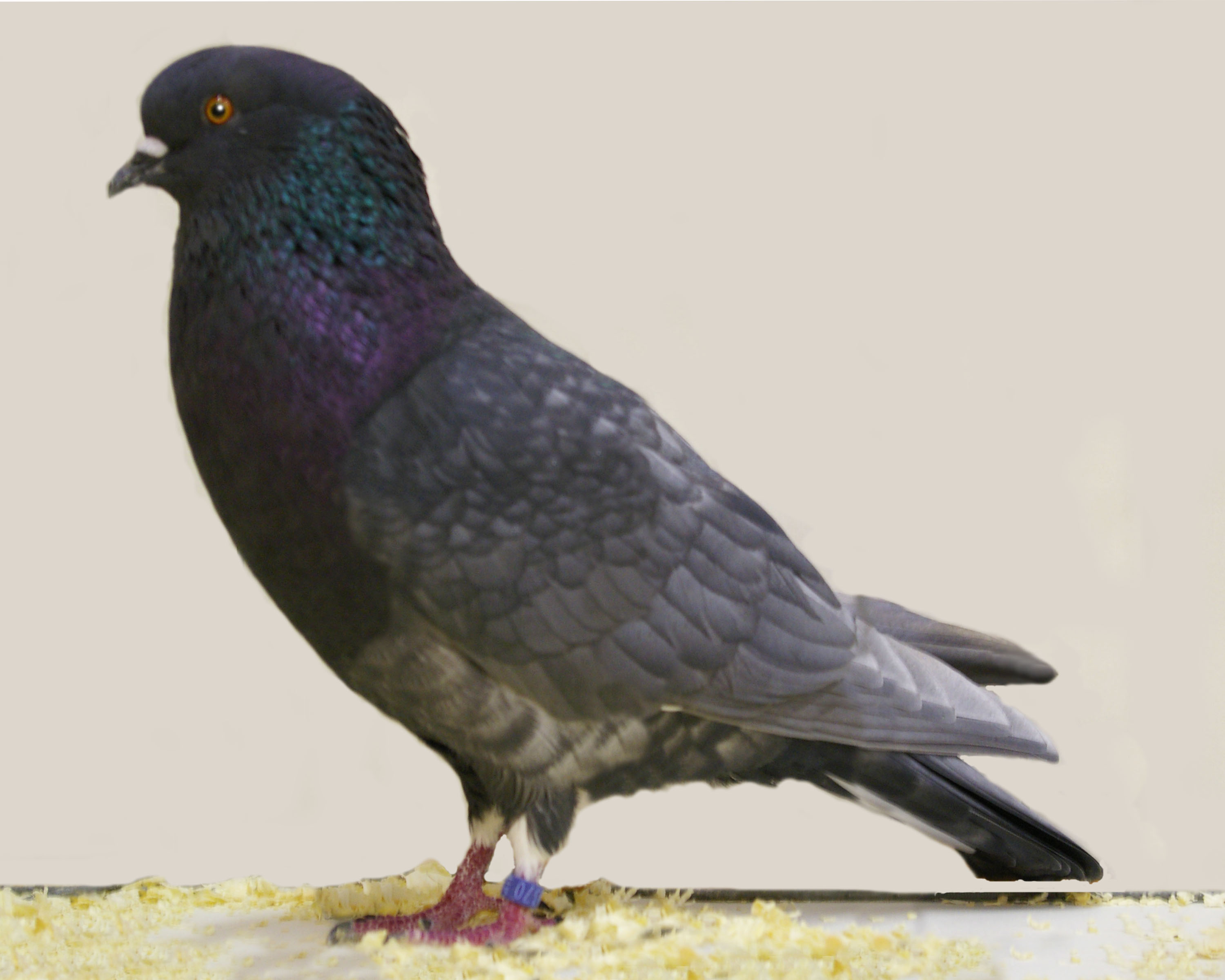
Birmingamský roller, andaluský modrý

Indigo je dominantní vloha, která způsobuje postupný ústup modré pigmentace, hlava je tmavě modrá a pták směrem k ocasu světlá. Homozygoti InIn mohou být na těle téměř bílí a připomínají spíše popelavě červené ptáky. V kombinaci s vlohou S vzniká tzv. andaluská modř, modrá barva, která není narušená černými letkami či pruhy, mizí i pruh na ocase.
Gen almond má sedm různých alel, které jsou všechny dominantními mutacemi divoké alely st, která zbarvení holuba nijak nemění. Gen je umístěn na pohlavním chromozomu Z, takže se jedná o vlohu vázanou na pohlaví. Podle postupné dominance za sebou následuje Almond (St), Qualmond (StQ), Faded (StF), Hickory(StH), Sandy(StSa), Chalky (StC), pak Frosty(StFr) a st+, divoká alela. Nejvýznamnějšími alelami z celé série je Almond, St, aFaded,StF.

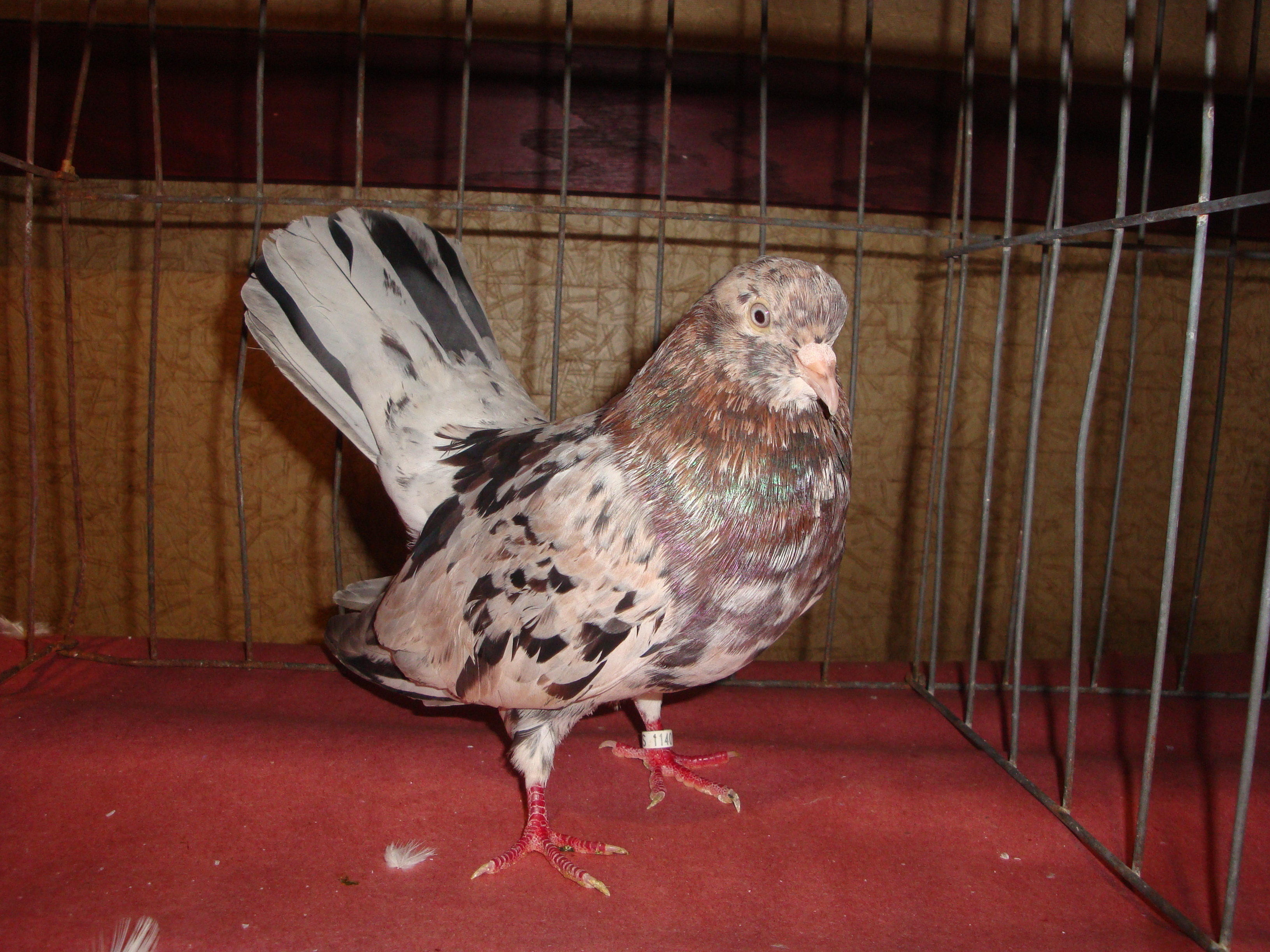
Mandlový orientální roler

Alela Almond, St, stojí na vrcholu této alelické série. Jejím působením vzniká tzv. mandlové zbarvení, magnani. Homozygotní samci jsou téměř bílí, u heterozygotů a holubic vzniká rovnoměrné světlé, bílé a plavé, stříkání na plnobarevném pozadí po celém těle. Holubi jsou strakatější než holubice a skvrnitost se zvýrazňuje s každým přepeřením. Klasické mandlové zbarvení je tříbarevné, tvořené jak žlutými a hnědými odstíny, tak černou a modrou barvou a bílou. Toto zbarvení není tvořeno jen účinkem alely St, ale je podmíněno celkovým genotypem holuba. Zbarvení nejlépe vyniká na tmavé kresbě CTCT s dominantním bronzem daným vlohou K. Heterozygoti Ee mají bohatější odstíny červené. Homozygotní samci StSt často umírají už v hnízdě a bývají slepí.
Alela StF, Faded, kóduje zbarvení rodobarvé. Za normálních okolností mají u holuba domácího holub i holubice stejné zbarvení peří a rozlišení pohlaví jen podle barvy je nemožné. Alela StF však u homozygotního samce zeslabuje pigmentaci opeření až do téměř bílého odstínu. Barevné peří zůstává jen na krku a voleti. U hemizygotních holubic však zeslabení není tak výrazné. Pohlaví rodobarvého holuba se dá podle barvy opeření zjistit už u holoubat. Rodobarvé zbarvení je typické pro holuby plemene texan.

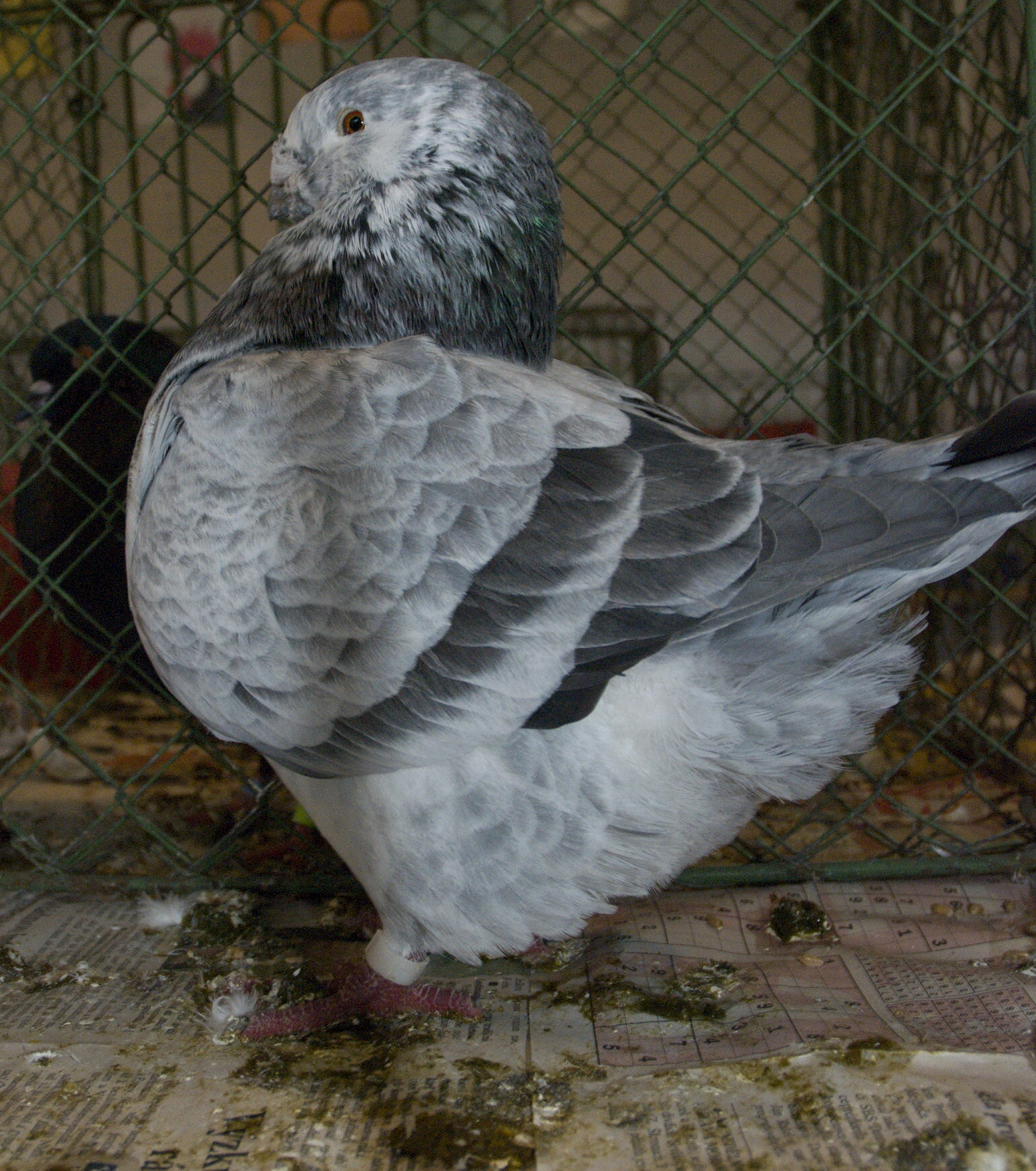
Holub gigant, modrý bělouš (grizzly)

Jiným faktorem, který proběluje opeření, je grizzle, G. Je to dominantní vloha, která u heterozygotů vytváří grošovitou kresbu, u homozygotů vytváří tzv. kresbu čápka. Grošovití holubi se označují jako šimlové či grošovaní bělouši, zvláště u gigantů se pak přejímá anglické pojmenování grizzle.
Zvláštním zbarvením je tzv. mozaicismus, nepravidelná skvrnitost, doprovázená odlišným zbarvením pravé a levé strany holuba. Vznik takového zbarvení je nejasný, možná se jedná o odchylku v počtu chromozómů.

#### Sivé zbarvení
Dominantní vloha Ic zesvětluje plavé opeření holuba do téměř bílé barvy. Někdy je vybělený i krk a vole. Kresba na křídlech však vždy zůstává nezměněna. Tito holubi bývají nejčastěji pruhoví, někdy i kapratí, šupinatí nebo bezpruzí. Působí-li vloha Ic na podkladě černo-modré řady, výsledné zbarvení se nazývá sivé, nebo též ledové, siví holubi jsou označováni též jako ledňáci či pstruzi. Modrá barva je přeměněna na téměř bílou se světle ledově namodralým odstínem. Plnobarevná kresba na křídlech zůstává černá. V kombinaci s dd vzniká barva perlová, rozředěná sivá.
Galerie sivých holubů

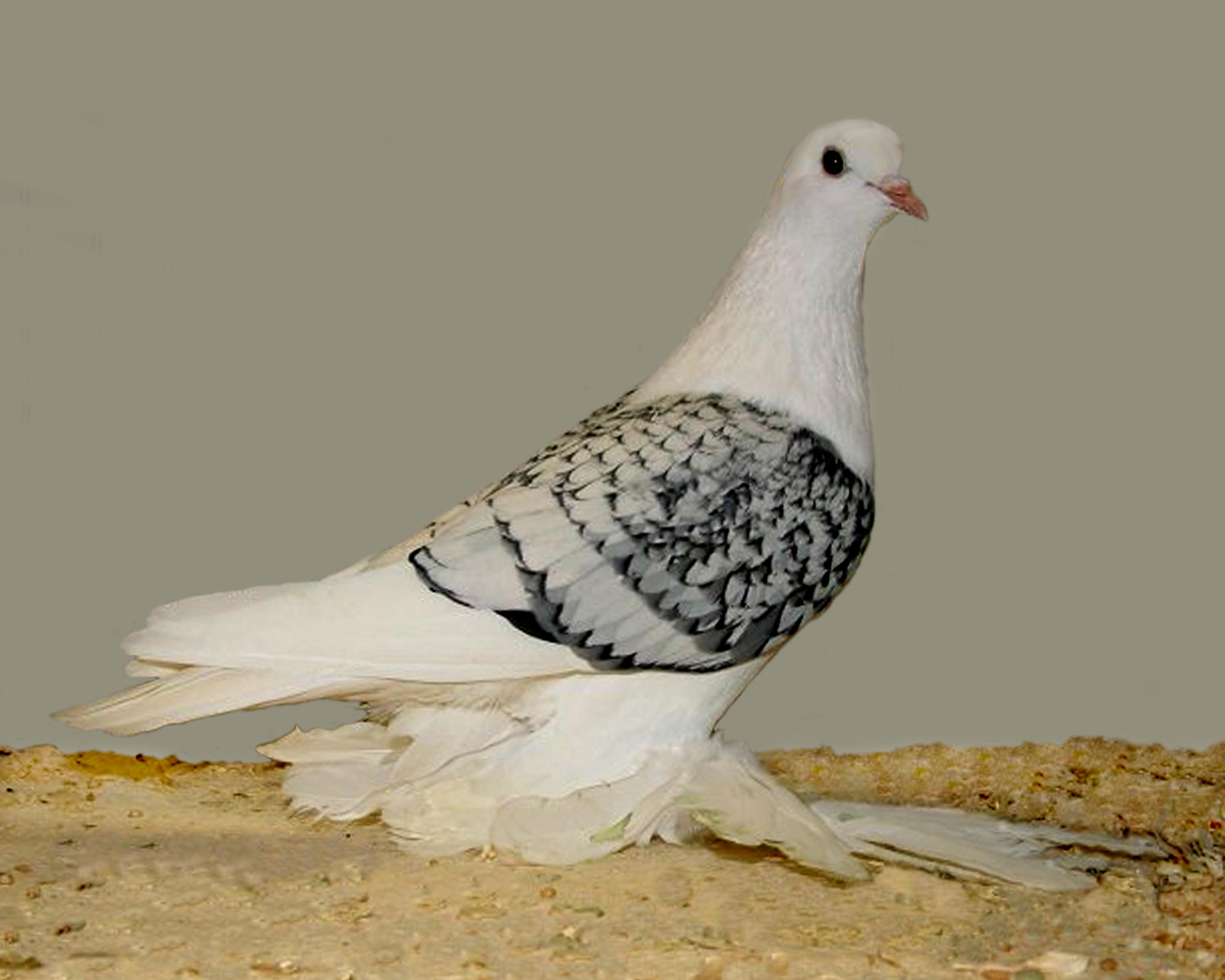
Holub ledňák šupinatý (tzv. porcelánový)
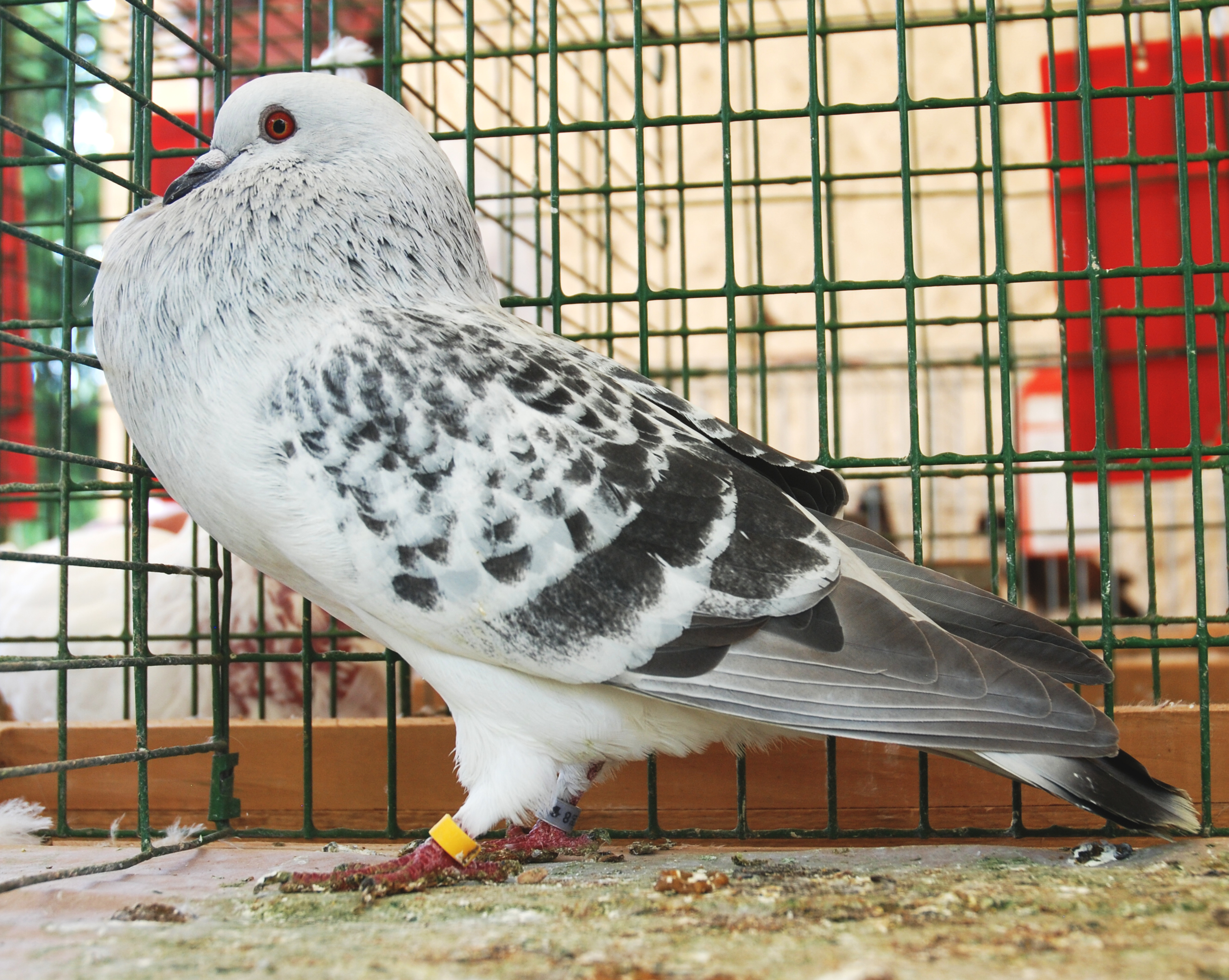
Český voláč sivý kapratý
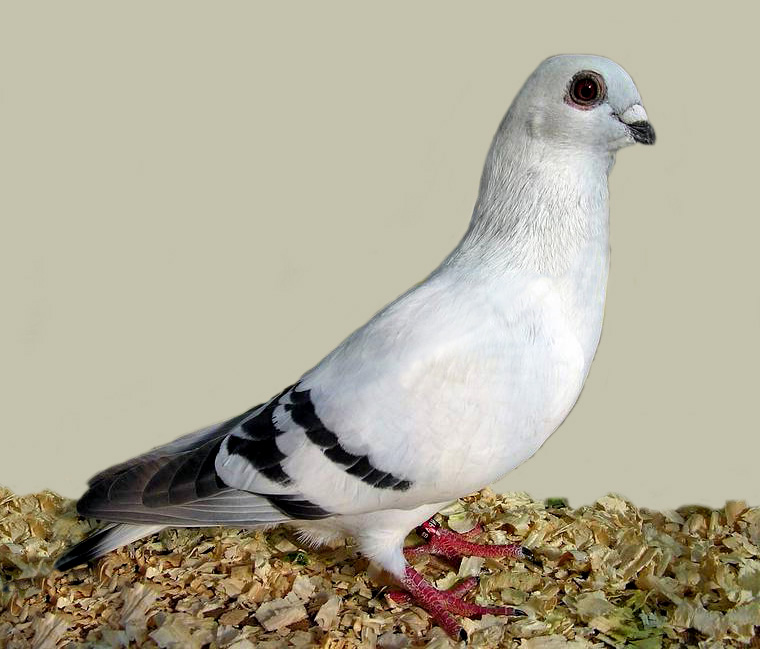
Sivé zbarvení: Damascén pruhový

### Speciální kresby holubů
Jako speciální kresby holubů se označuje kresba tvořená bílé zbarveným peřím. Barva barevného opeření odpovídá příslušné základní kresbě, ale různá místa těla jsou bílá. Strakatost, která tvoří tuto kresbu, je u holubů velmi rozšířená. Genetické založení konkrétních speciálních kreseb však často není známo.
Speciální kresby jsou často vlastní několika plemenům, ale u různých plemen nejsou jednotné. Základním kritériem třídění speciálních kreseb je základní barva holuba, tedy ta, která na konkrétním holubovi převládá. Podle tohoto klíče se speciální kresby dělí na dvě velké skupiny: holuby bílé s barevnou kresbou a jinak zbarvené holuby.

#### Speciální kresby holubů bílé základní barvy
V bílém peří na hlavě holuba se popisují následující typy barevných skvrn: plamének je malá zaoblená barevná skvrna na čele holuba, kapka je podobná, ale větší, mandlovitého tvaru. Čepička je barevná skvrna na čele a temeni hlavy ptáka. Obojek je barevná horní část krku. Barevná náprsenka se nevyskytuje samostatně, ale je vždy doprovázena barevnou hlavou. Je to různě utvářená barevná skvrna na přední části krku. Bílí holubi mohou mít barevné letky, pak se označují jako holubi černohrotí nebo černokosí, dále mohou být barevná celá křídla nebo holubi mohou mít křídla barevná s nejhořejší částí bílou. Při pohledu shora pak vzniká na obou křídlech kresba bílého srdce. Barevná křídla holubů bílé základní barvy mohou být jednobarevná (černá, červená nebo žlutá) nebo s jakoukoliv základní či modifikovanou kresbou. Barevný ocas se vyskytuje u holubů s barevnou hlavou či kapkou. U běloocasých holubů může být barevný klín, tedy dolní ocasní krovky.

##### Kresba barevnohlávků

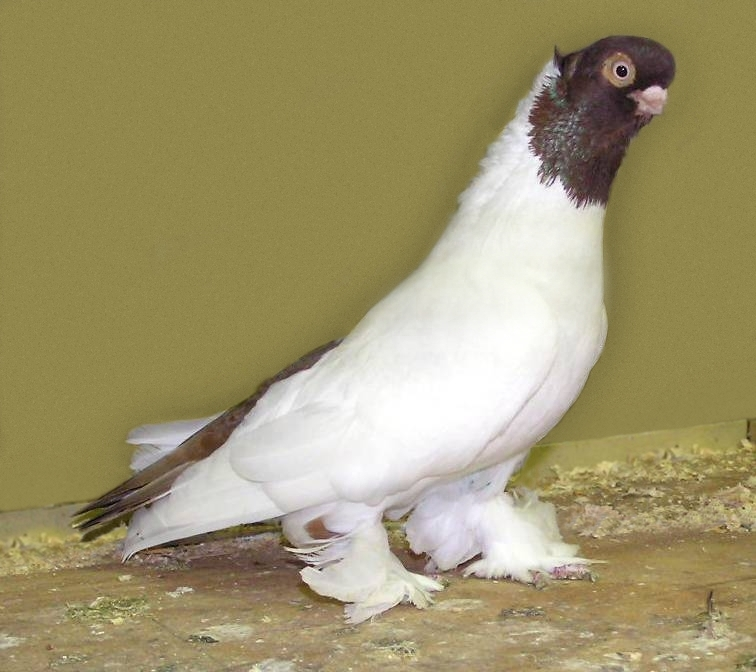
Královecký barevnohlávek

Barevnohlávek je bílý holub s barevnou hlavou a ocasem. Kresba zahrnuje i nejhornější část krku, tedy obojek, ten je však bývá krátký. U některých plemen může mít barevnohlávek i náprsenku. Jsou plemena, pro které je tato kresba typická a dala jim jméno, jako je slezský, královecký či šmalkaldský barevnohlávek.
Podobné je zbarvení krymek a kalota, ti mají barevnou čepičku a ocas. Jeptišky mají barevnou hlavu s náprsenkou, ocas a letky.

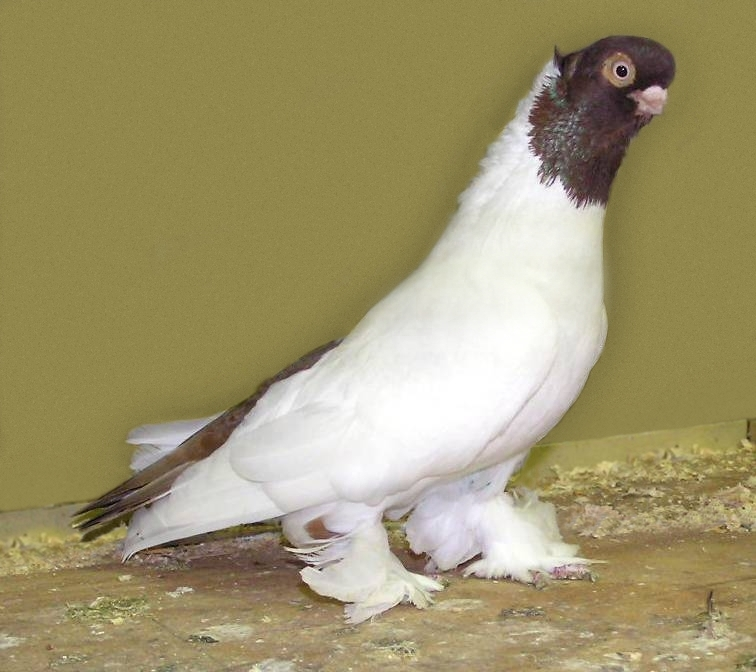
Královecký barevnohlávek černý
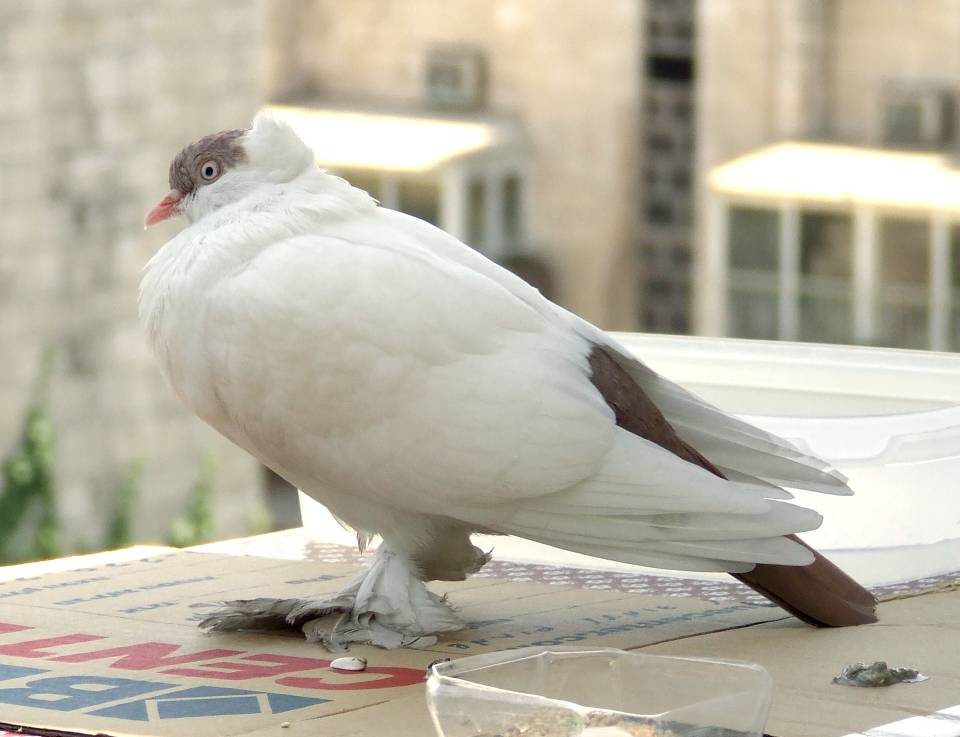
Polská krymka modrá
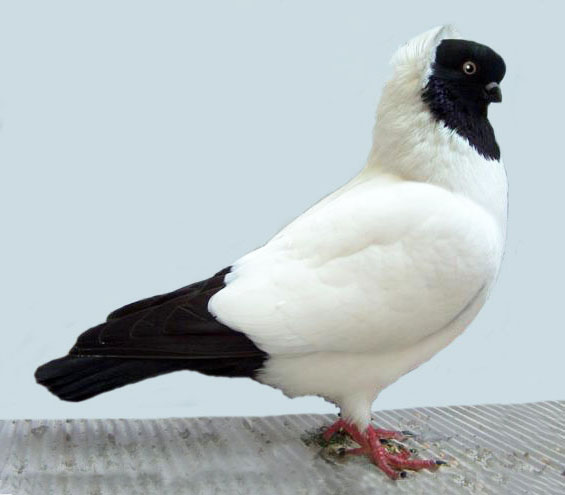
Anglická jeptiška černá

##### Kresba pštrosa

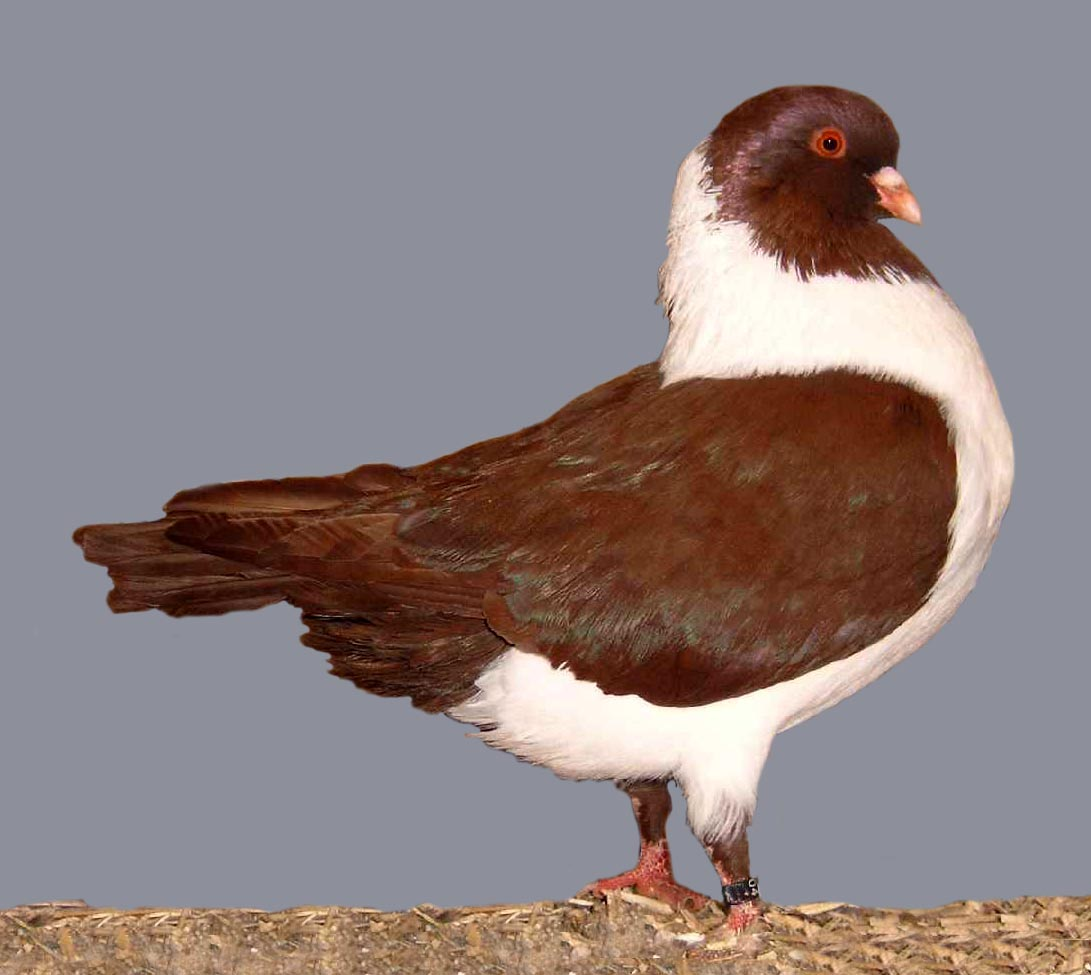
Moravský pštros červený

Pštrosí kresba, pojmenovaná po moravském pštrosovi, v zahraničí zvaná gazzi, se vyznačuje barevnou hlavou s obojkem, který přechází až v kratší náprsenku, barevným ocasem a celými barevnými křídly. Obměnami této kresby vzniká gazzi s bílým ocasem, kresba s bílými letkami a lysinkou, jako má prácheňský káník, nebo kresba vídeňského slepičáka s náprsenkou až na dolní hruď a s bílou pěšinkou táhnoucí se od zobáku až na šíji.

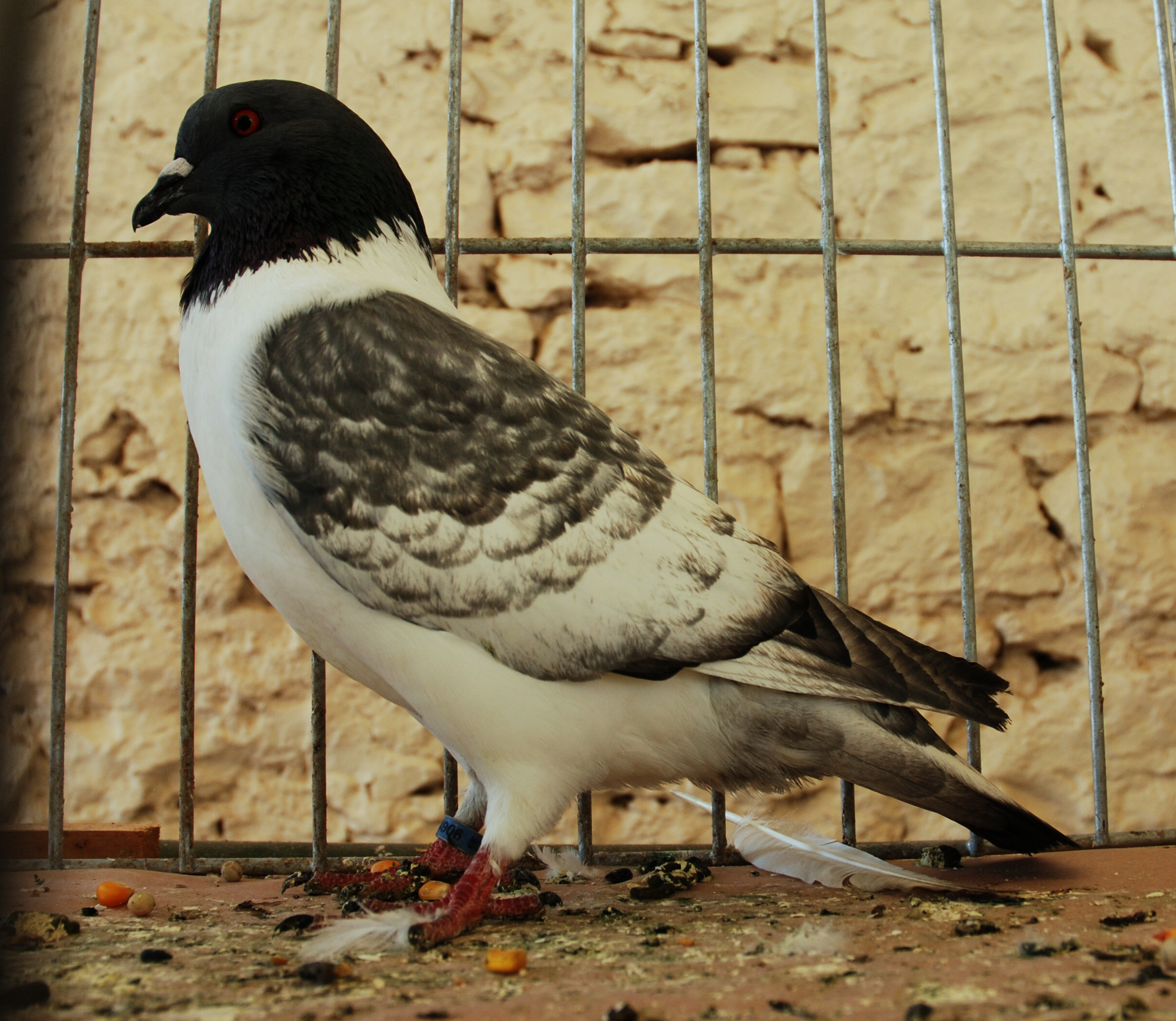
Moravský pštros šedohnědý šupinatý
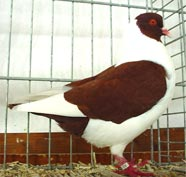
Prácheňský káník červený
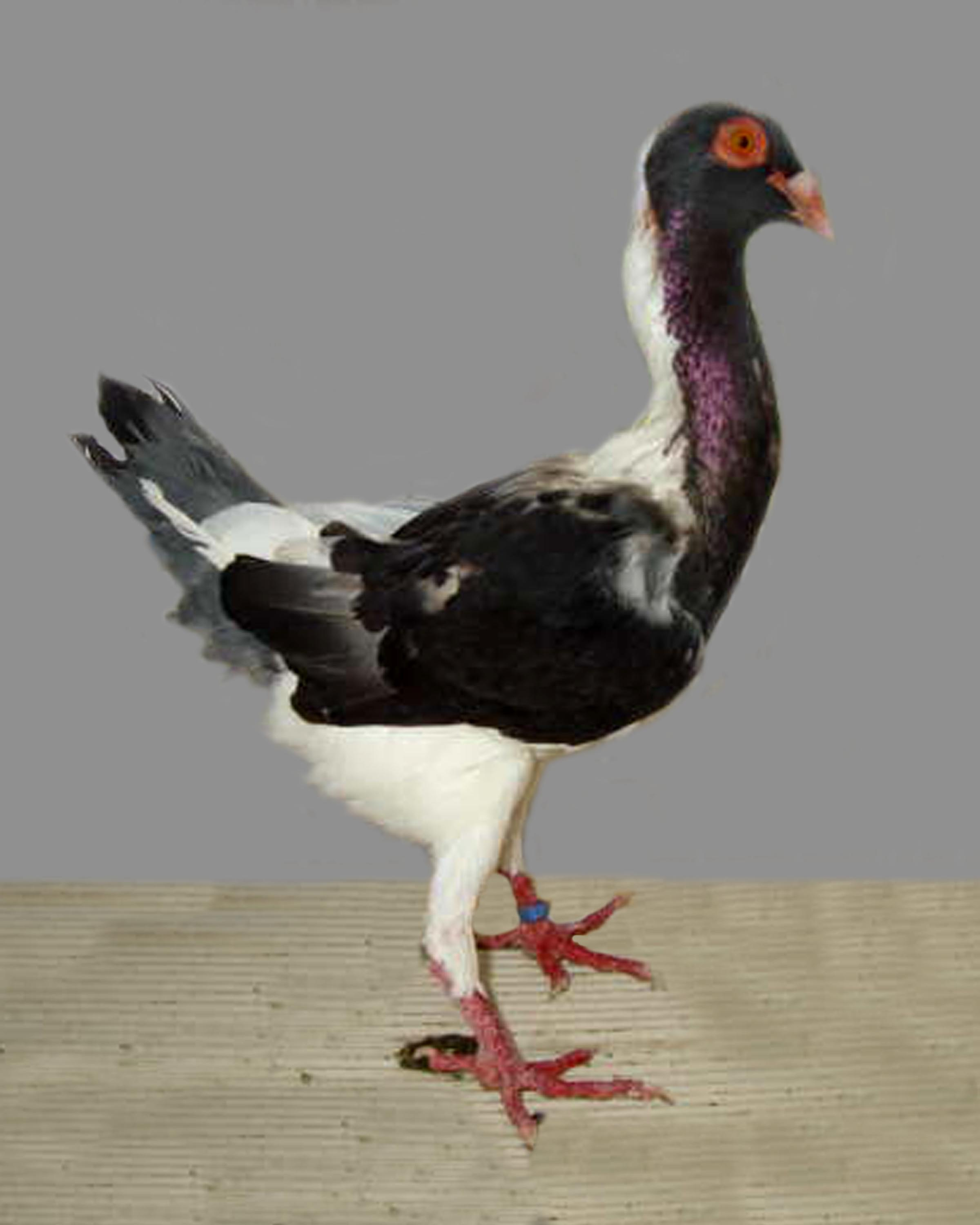
Vídeňský slepičák černý

##### Kresba sedlatá

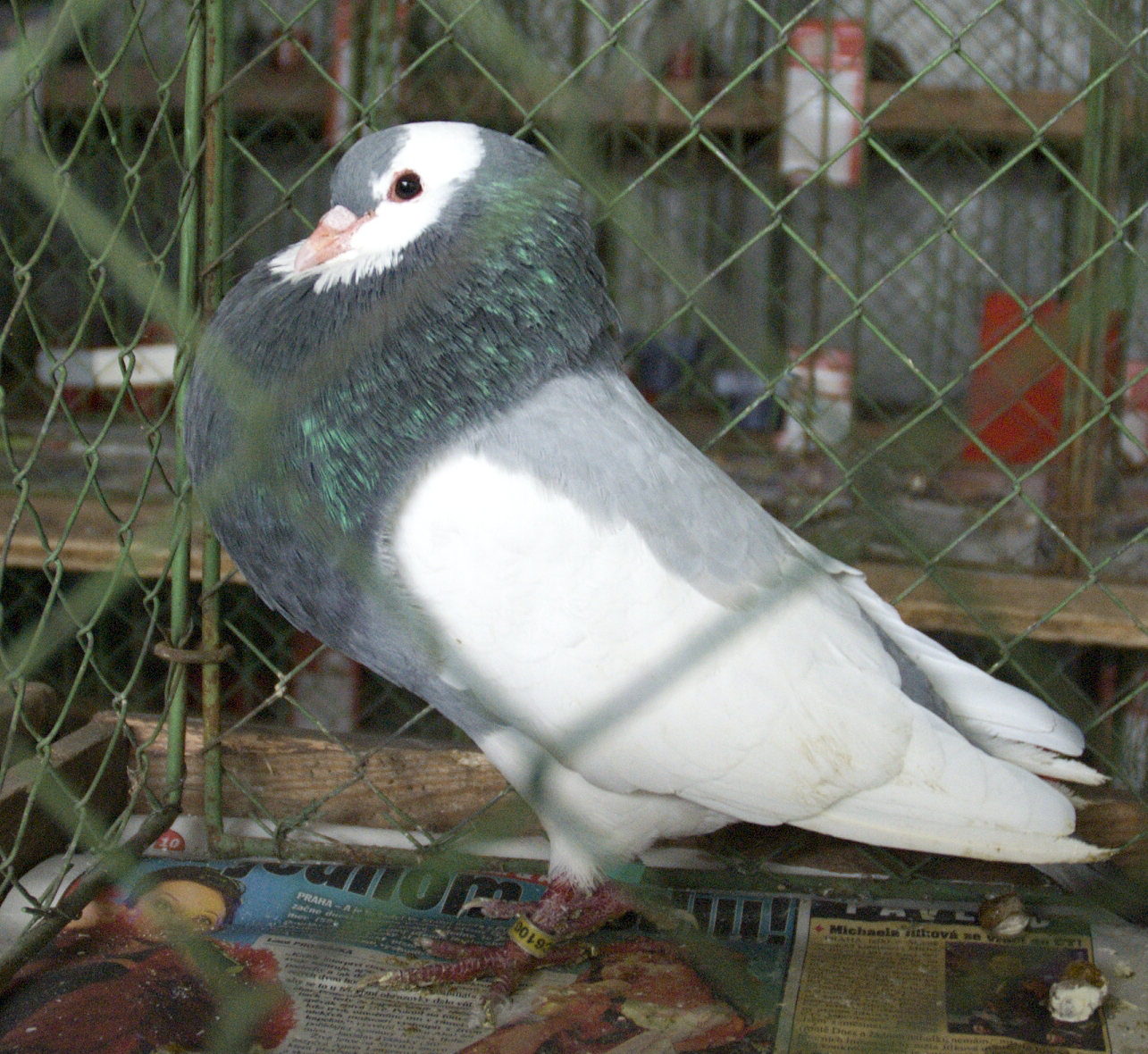
Český stavák sedlatý modrý

Sedlatá kresba je charakteristická přítomností barevného sedla: horní hřbet ptáka a přilehlé úseky křídel jsou vždy pokryté barevným peřím. Sedlo by mělo být pravidelné a přiměřeně velké. Sedlo se však nikdy nevyskytuje jako samostatná kresba: nahoře přechází na barevný krk, dole pokračuje na barevnou dolní část hřbetu, kostřec a ocas. Přesné požadavky na rozsah sedlaté kresby se liší podle plemene a jsou uvedeny ve vzornících příslušných plemen. Jsou plemena, pro které je sedlatá kresba typická a v jiné se nechovají, jako je voláč sedlatý rousný a moravský voláč sedlatý.

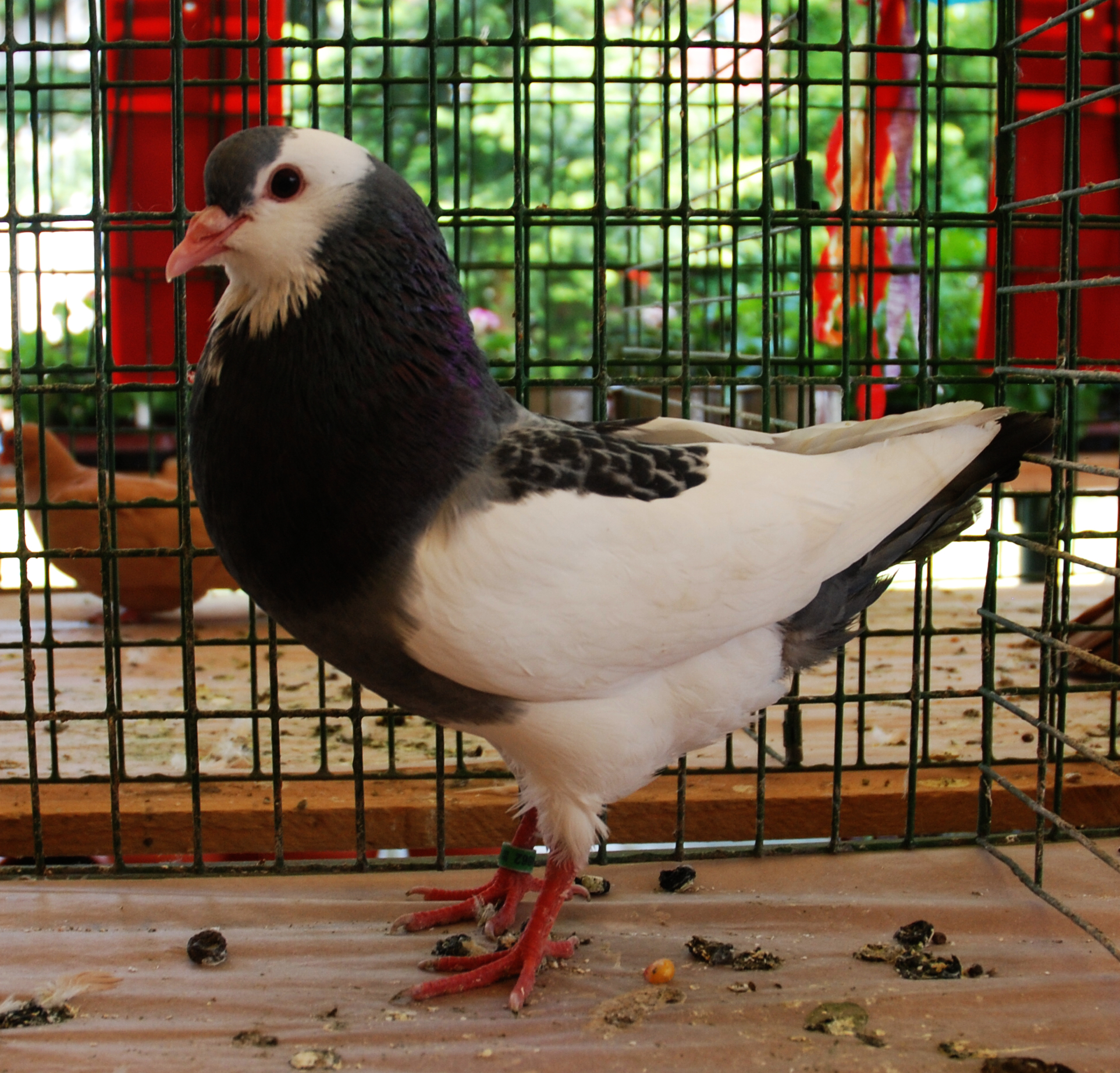
Český stavák sedlatý modrý kapratý
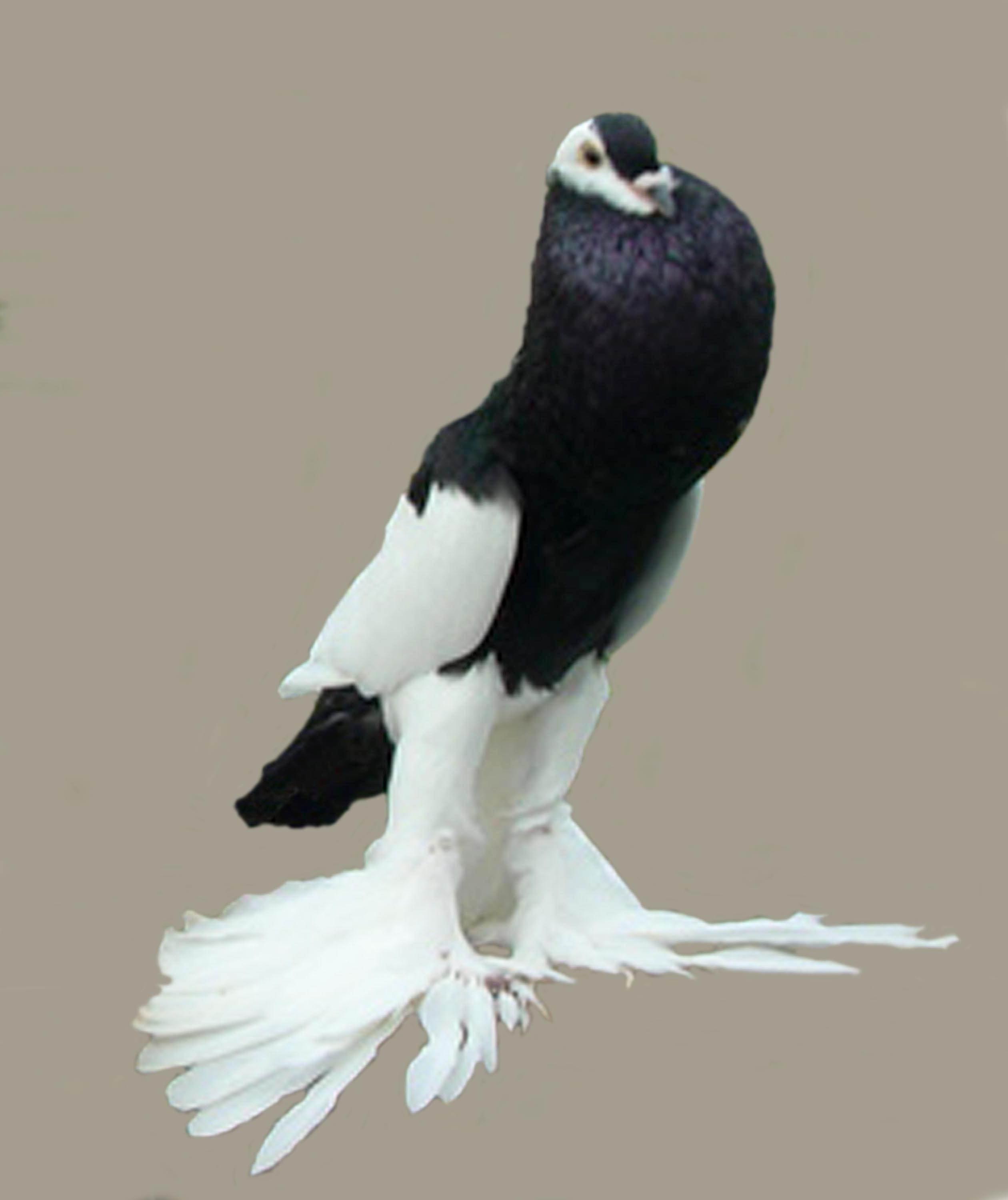
Voláč sedlatý rousný černý
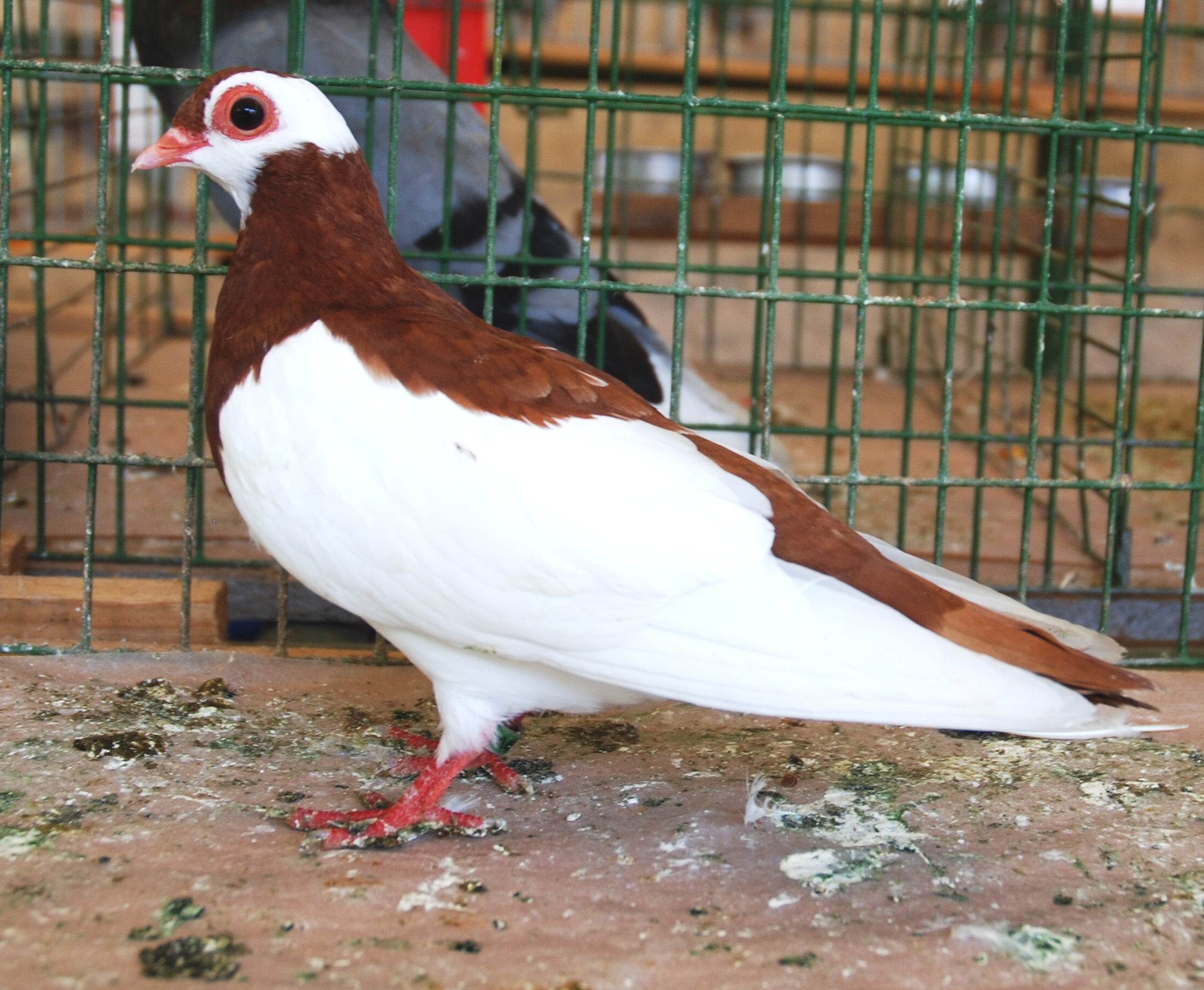
Rakovnický kotrlák sedlatý červený

##### Kresba štítníků

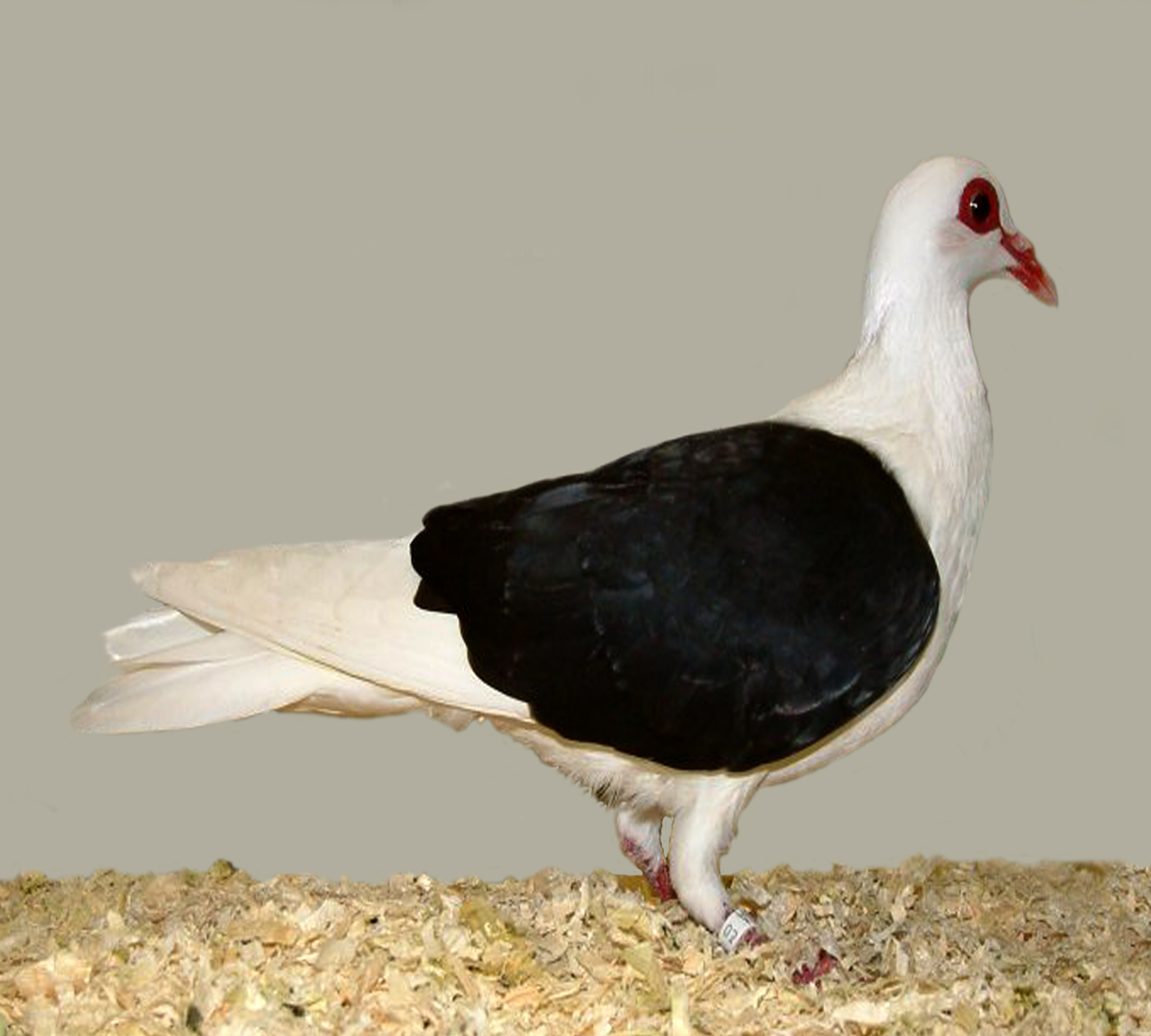
Francký štítník černý

Štítníci mají barevné pouze křídelní štíty. Je to zbarvení typické pro mnoho plemen především barevných holubů a některých racků, kterým dává tato kresba také jméno.
Holubi štítníci

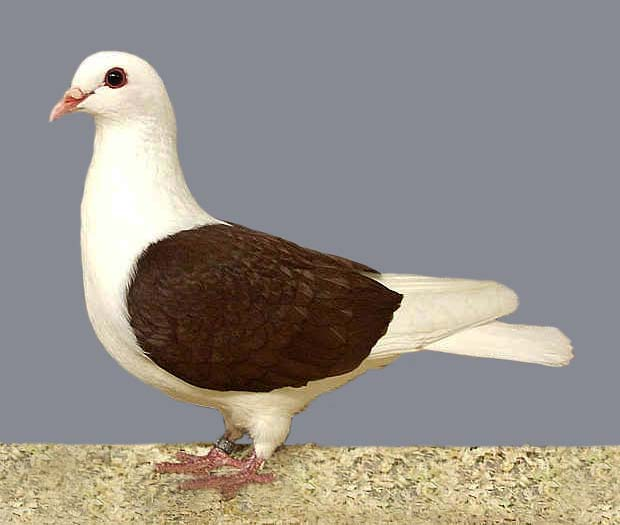
Durynský štítník celobarevně červený
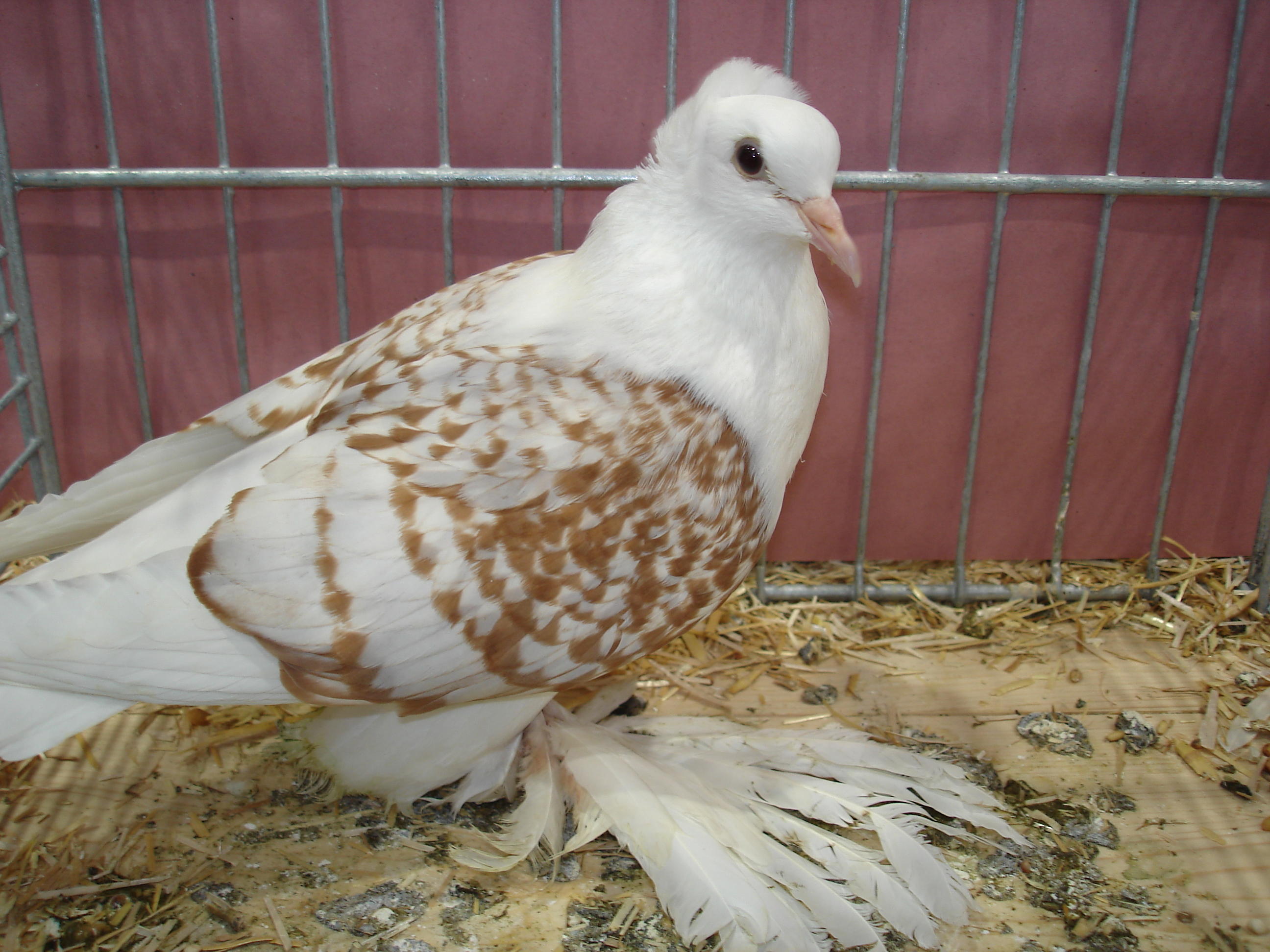
Saský štítník žlutě šupkatý
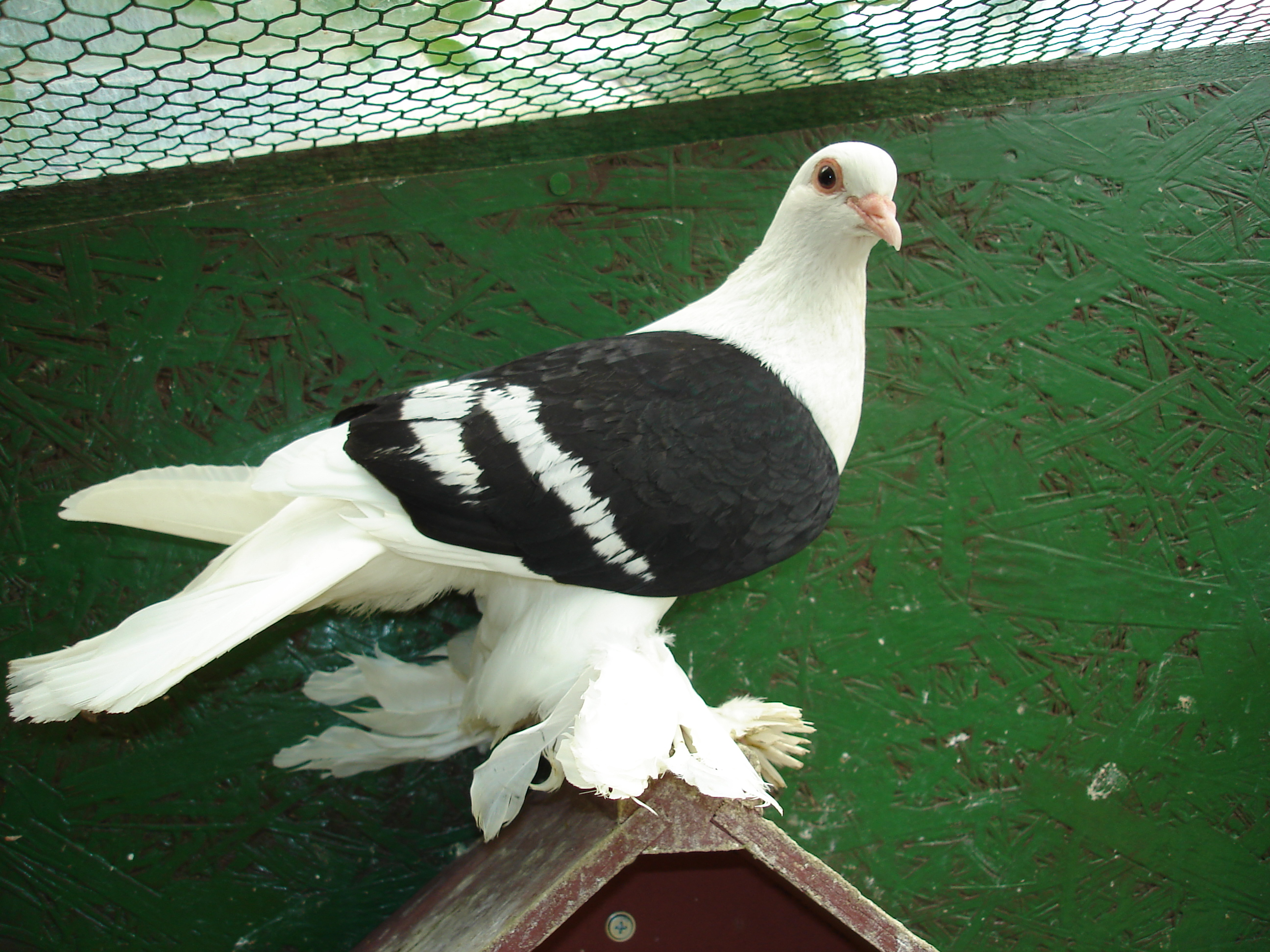
Saský štítník černý bělopruhý
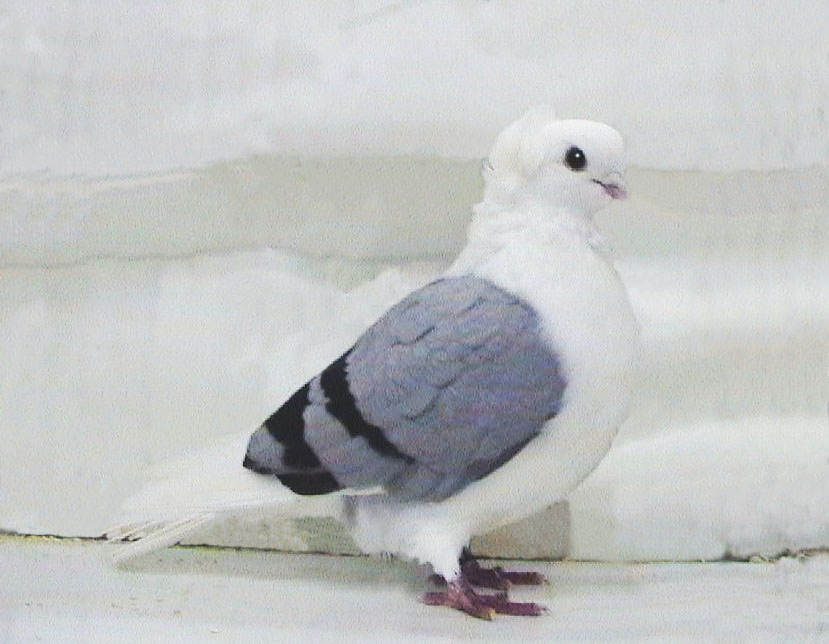
Německý racek štítník modrý pruhový

##### Kresba čejek, vlaštováků a kaněk

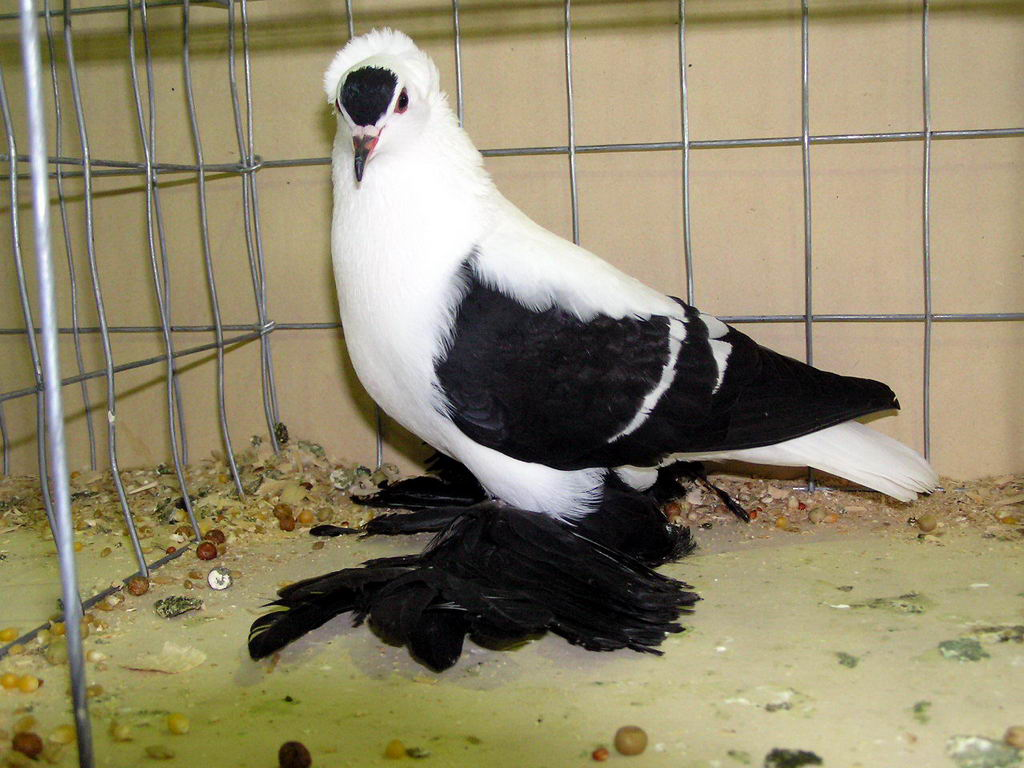
Saská čejka černá bělopruhá

Čejka je holub s barevnými křídly a barevnou kapkou na hlavě. Toto zbarvení je typické pro plemena barevných holubů označovaných právě jako čejky. Vlaštovák je podobný, ale místo kapky má na hlavě barevnou čepičku. Pro čejky a vlaštováky je typická bílá kresba srdce na zádech.
Galerie čejek, vlaštováků a kaněk

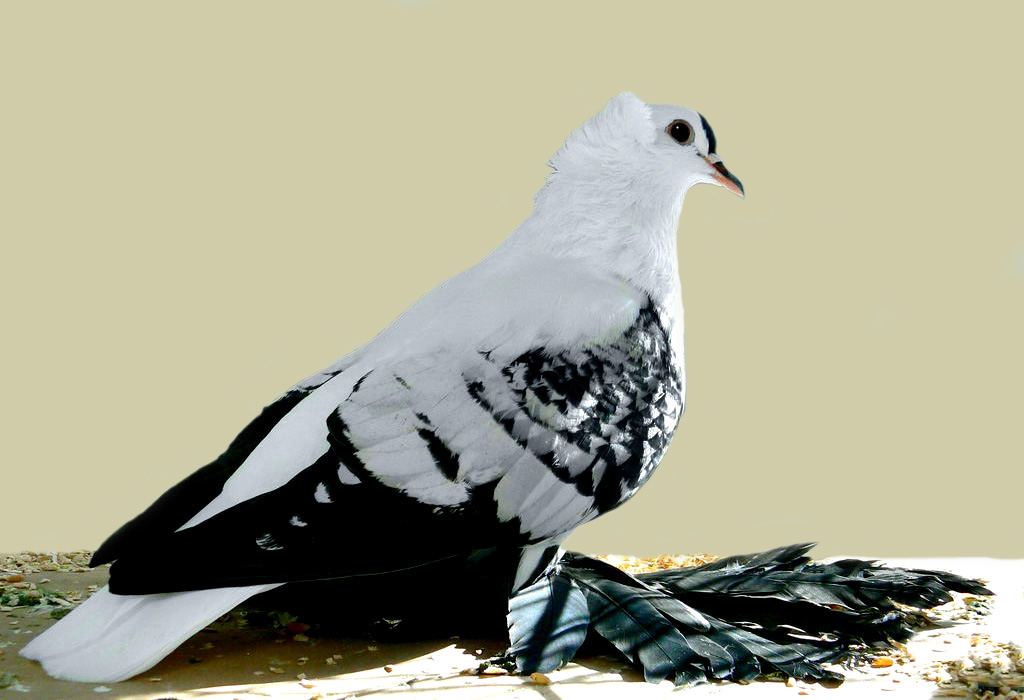
Česká čejka rousná černá šupkatá
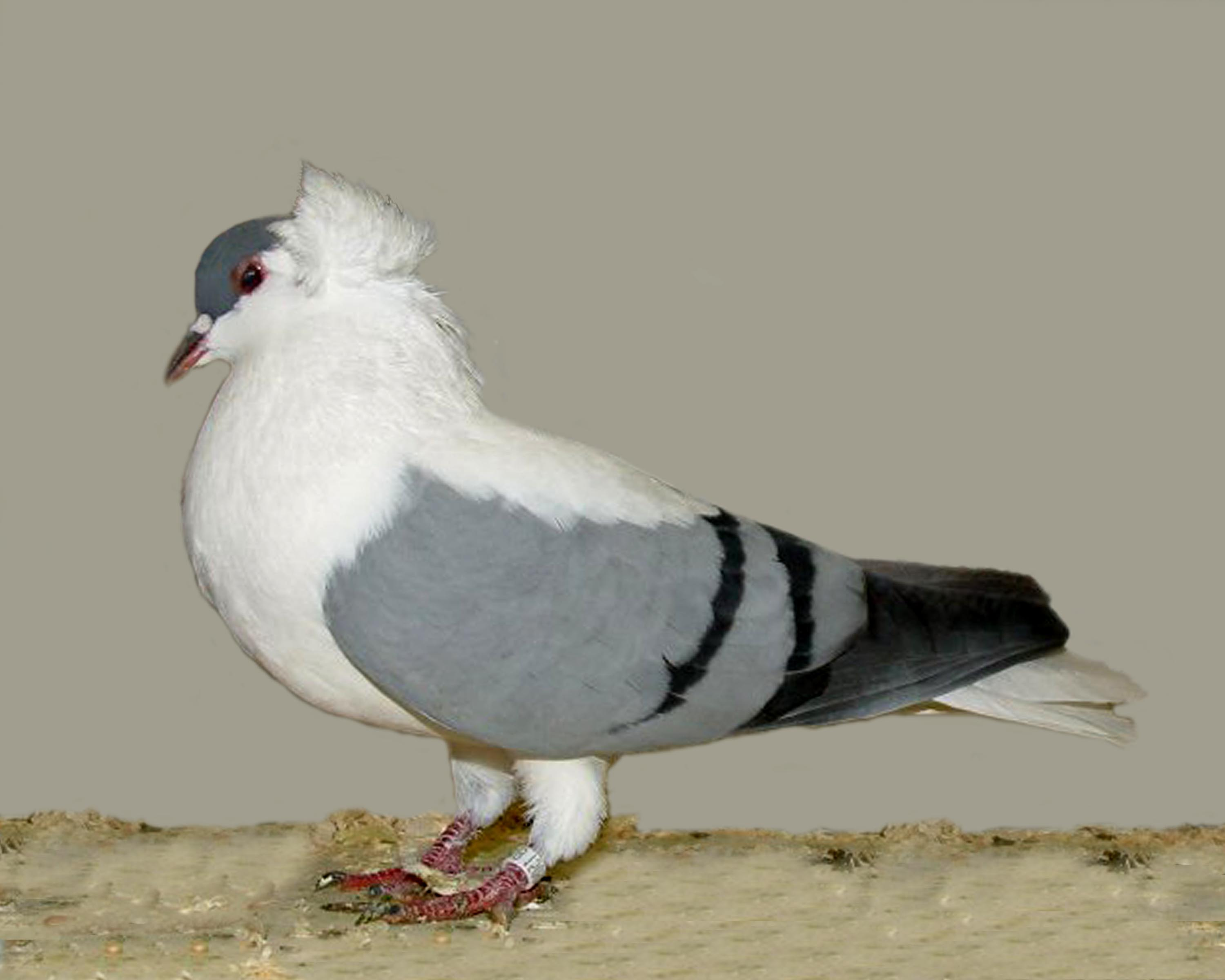
Durynský vlaštovák modrý pruhový
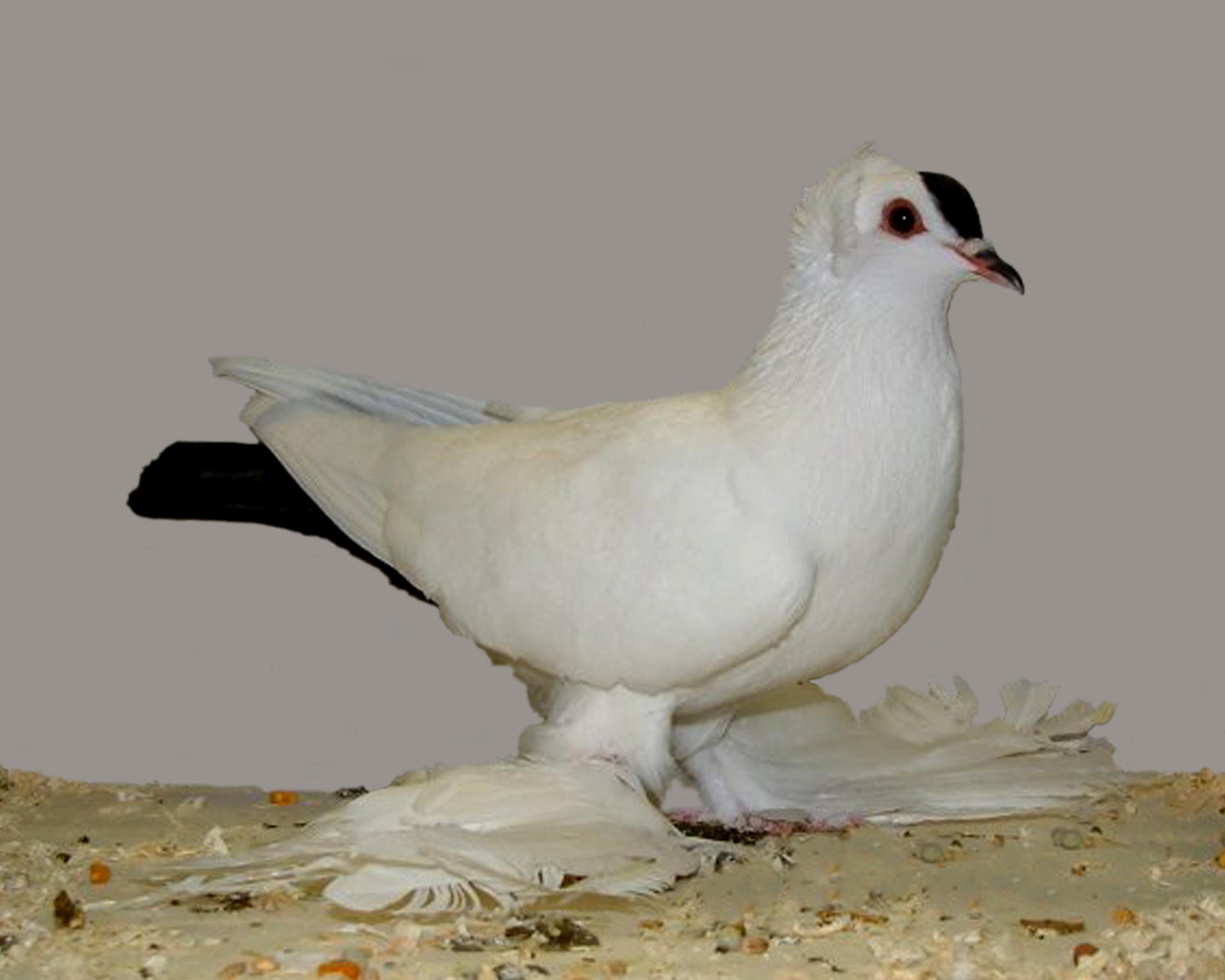
Saská kaňka černá

Kaňka je podobné barevné plemeno, pro které je typická barevná kapka na hlavě, ostatní opeření je bílé, případně mohou být kaňky i barevnoocasé.

##### Kresba čápka a čápíka

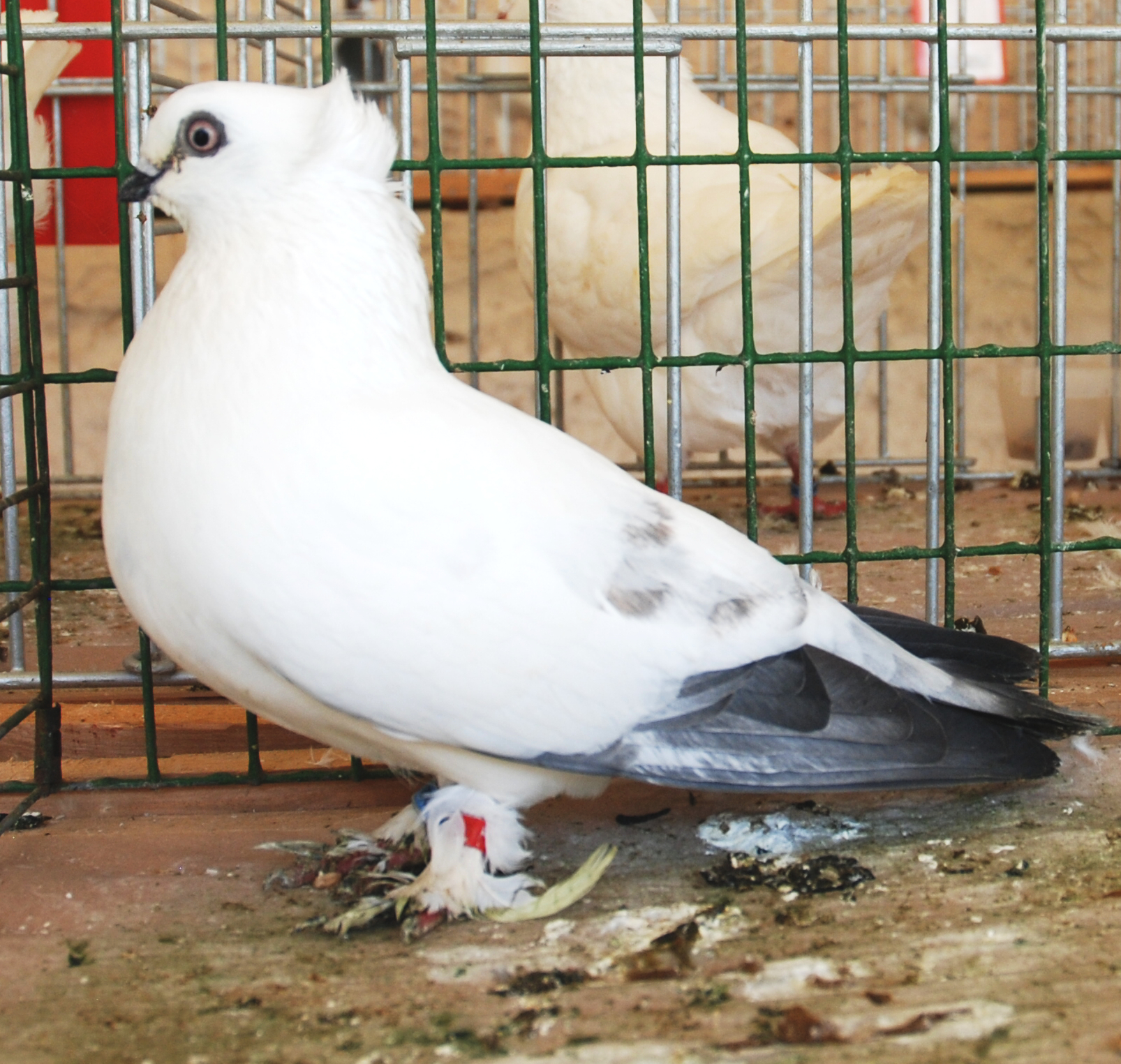
Český rejdič černý bělouš - barevnohrotý čápek

Kresba čápka, neboli čapí kresba, byla zmíněna již při popisu faktorů, které zesvětlují barvu opeření. Vzniká u homozygotů působením faktoru G, grizzle. Heterozygot Gg je bělouš, neboli šiml. Působením obou alel genu dojde k tak výraznému probělení peří, že pták je téměř bílý, pouze letky a ocas si zachovávají původní zbarvení. V černé a modré barvě jsou letky a ocas tmavé, u popelavě červené a žluté barvy světlé. Zobák, obočnice i drápky takových holubů jsou většinou tmavě zbarvené. Takové kresbě se říká barevnohrotý čápek a takto vybarvení holubi se označují též jako bílí bělouši.

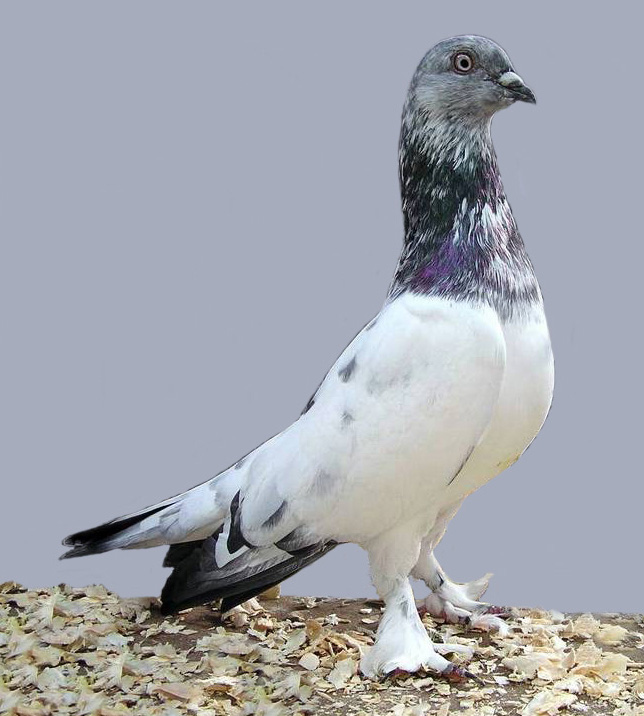
Budapešťský vysokoletec, modrý bělouš - věncový čápek

Variantou čapí kresby je tzv. věncový čápek, který má pigmentaci peří zachovanou také na hlavě a částečně i na krku. Věncový čápek však může být i bělohrotý a běloocasý, takový pták má tedy křídla i ocas bílé a barevné peří je pouze na hlavě a krku. Podobně i původně barevnohrotý čápek může být běloprotý a běloocasý, v tom případě je holub čistě bílý.
Další modifikací je čejčí čápek, též rušvan. U něj jsou barevné ruční letky včetně křidélka a kapka na hlavě. Ocas je bílý. Toto zbarvení je typické pro německé barevnohroté kaňky, zvané durynský bezrousý a saský rousný čápek. Rušvani se občas vyštěpují i v chovu čejek.
Poslední variantou čapí kresby je bagdetí čápek. Ten má barevné většinou křídelní štíty a ocas. Ruční letky jsou bílé. Takové zbarvení se může popsat též jako barevnoocasý štítník. Hřbet bagdetích čápků je bílý a štíty nejsou celé barevné, v ramenou je bílá srdcovitá kresba podobně jako u čejek. Označení bagdetí čápek odkazuje na českou bagdetu tohoto zbarvení, tato kresba je dále typická pro orientálního racka satinetu, kde jsou navíc barevné plochy modifikovány orientální řadou.
Čejčí a bagdetí čápkové

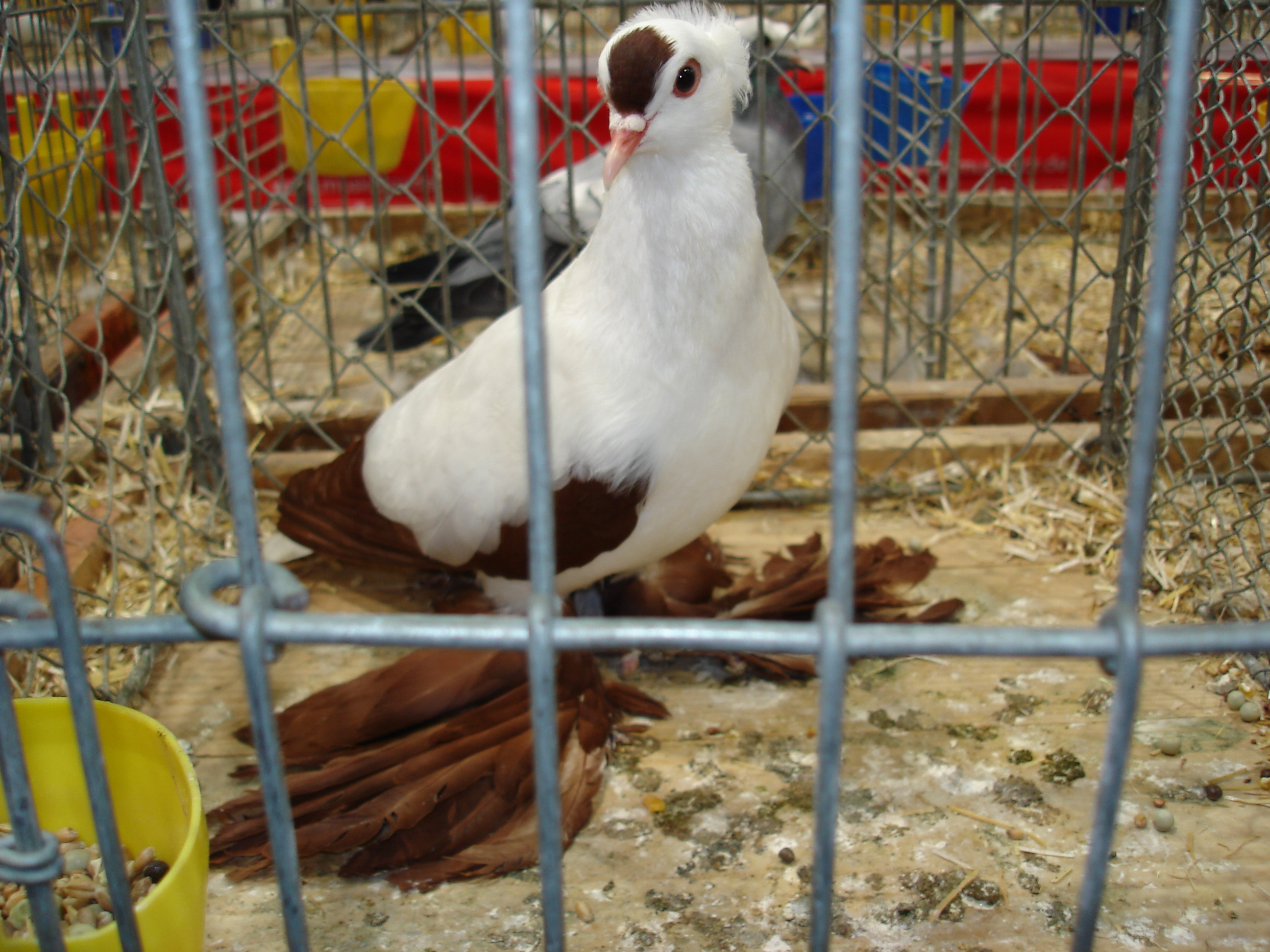
Saský rousný čápek červený
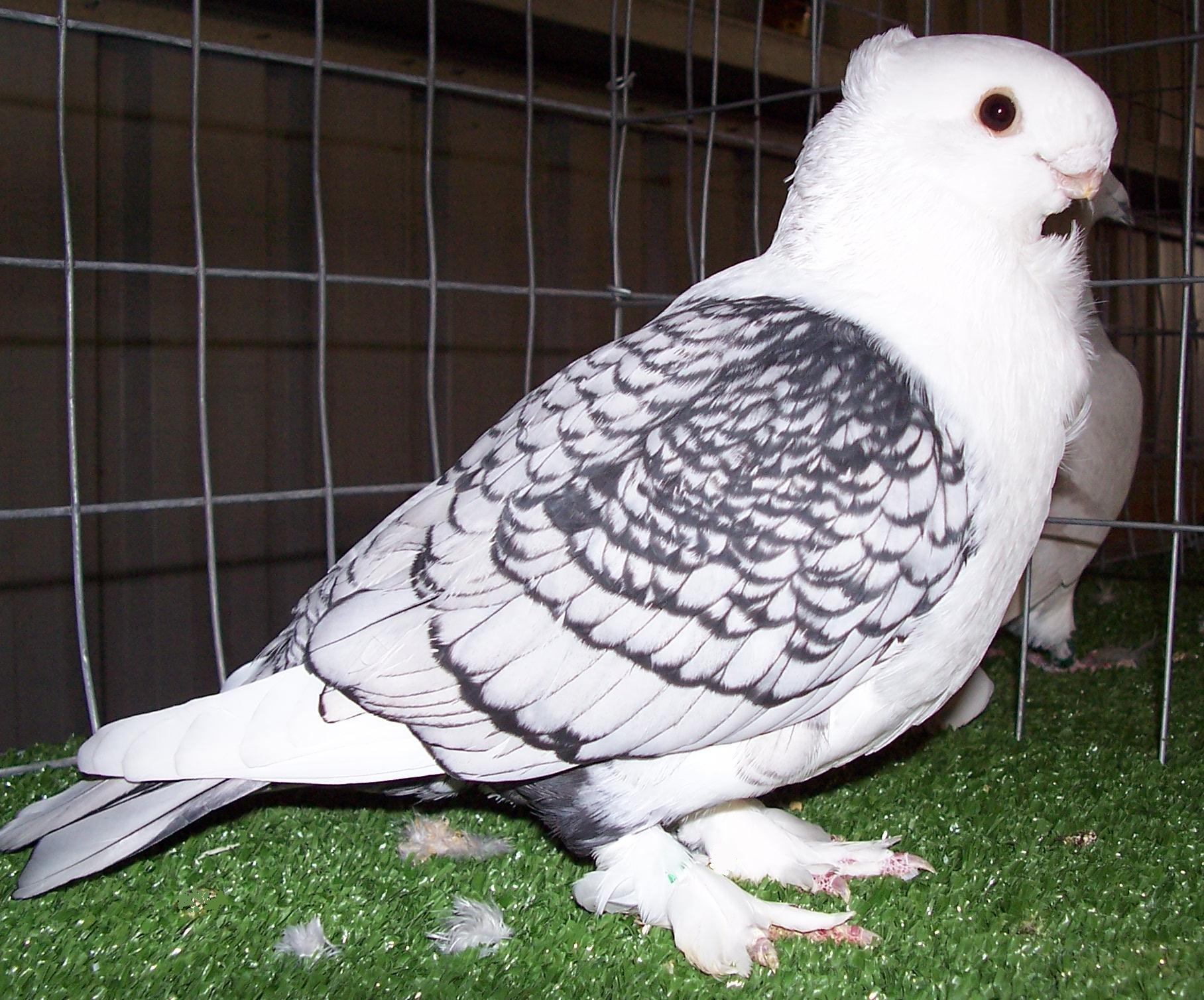
Orientální racek, satineta: barevnoocasý štítník šupinatý

Čápík je zbarvení odlišné. Je to vlastně nedědičná odchylka zbarvení tygra (viz dále). Je to zbarvení vzácnější než kresba čápka, nazývané též tabulkový tygr. Je to skoro bílý holub se stříkanou hlavou, barevné jsou letky, ocas a barevná tabulka na hrudi.

##### Kresba strak a tygrů

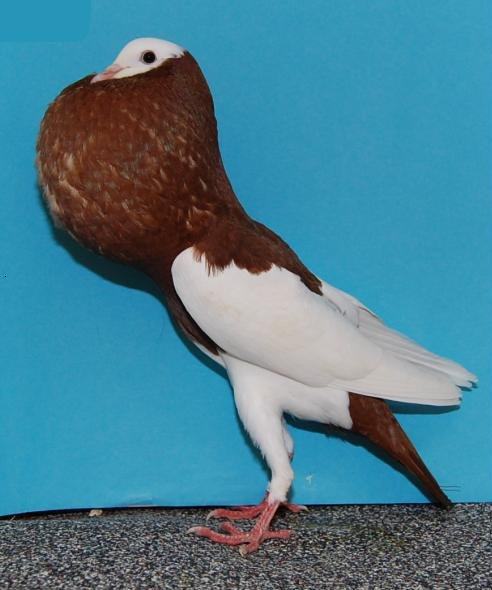
Elstr, voláč straka červený

Holub v kresbě straky se zbarvením podobá strace obecné: má bílá křídla, dolní hruď a břicho. Pro některá plemena je toto zbarvení typické, příkladem je anglická, polská nebo dánská straka a elstr, zvaný také voláč straka.

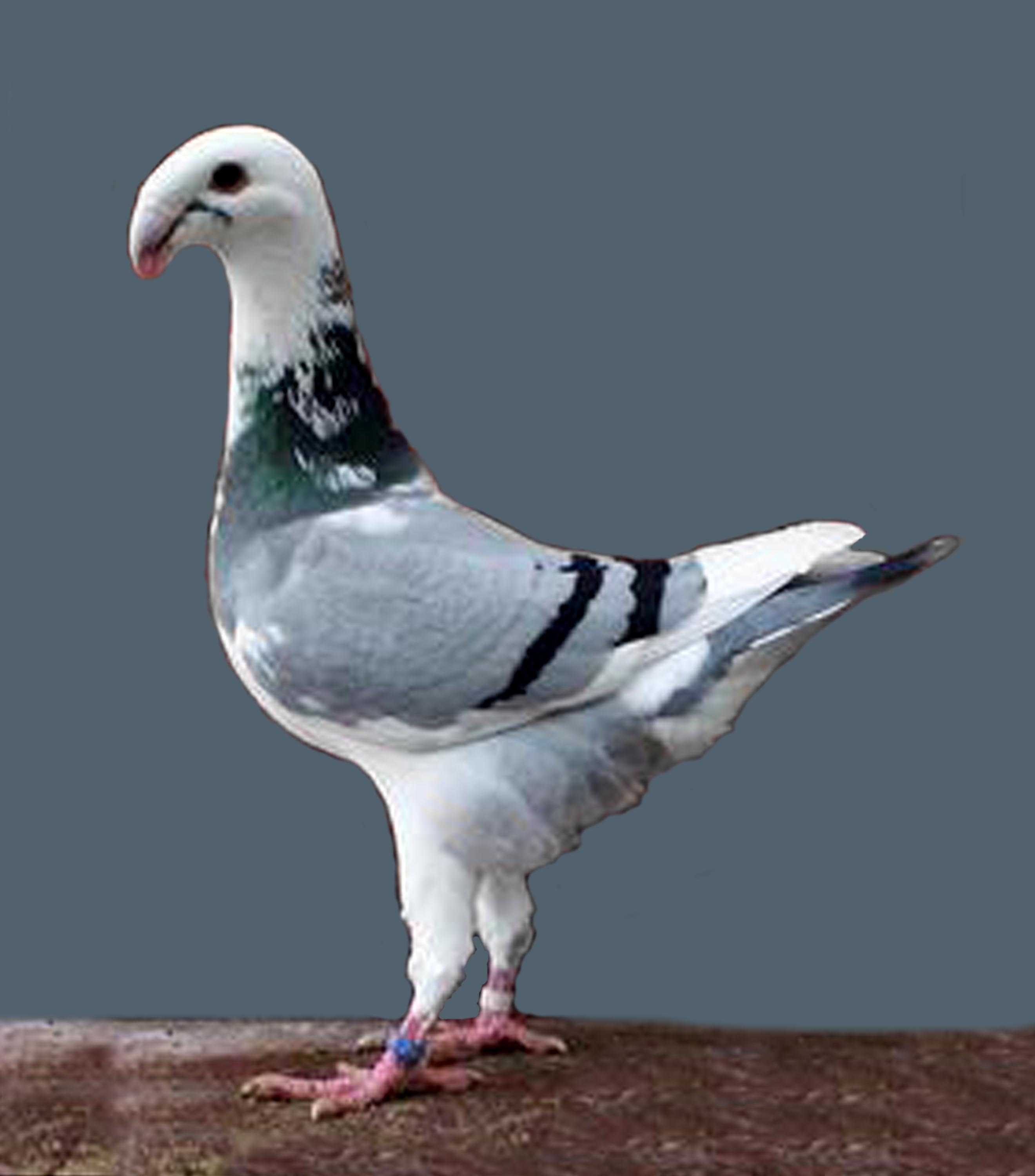
Německý výstavní holub, modrý černopruhý strak

Nepravidelné střídání barevného a bílého peří tvoří stříkanou kresbu, podle toho, jestli převažuje barva bílá nebo barevná se dělí na světlou a tmavou. Jsou-li plochy barevného a bílého peří větší, výsledkem je nepravidelná straka, také zvaná strak.
Naopak, je-li stříkání jemnější a pravidelnější a ocas a letky zůstávají barevné, výsledkem je kresba tygrů. Tato barevná mutace má blízko k běloušům, je způsobena alelou Gt. Tygři se opět dělí na světlé a tmavé. Mezi holuby se základní bílou barvou patří světlý tygr, ten má barevné letky, ocas a případné rousy, na ostatních částech těla je opeření silně prokvetlé bílým peřím.
Kresba světlých tygrů

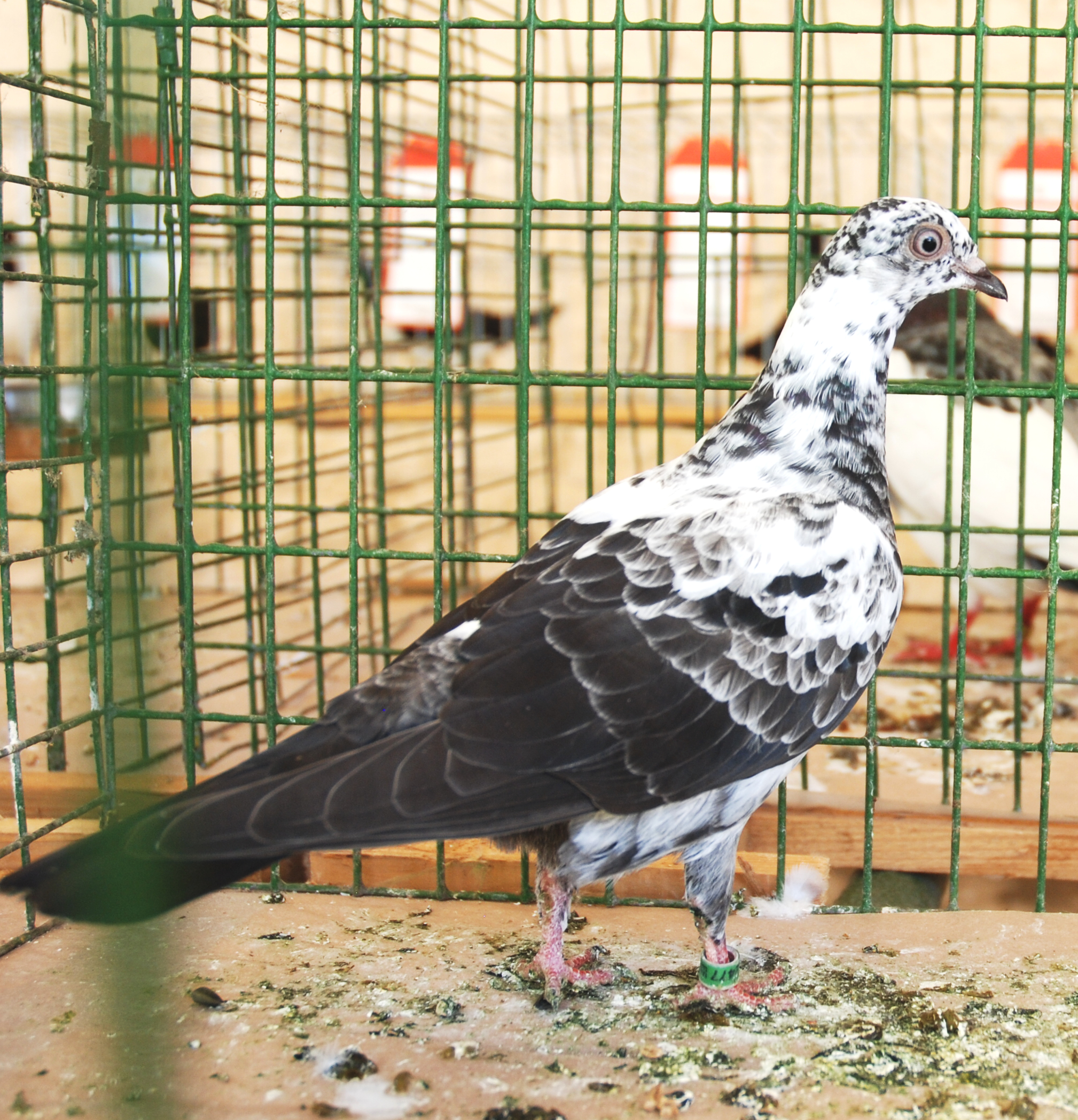
Košický vysokoletec, černý tygr
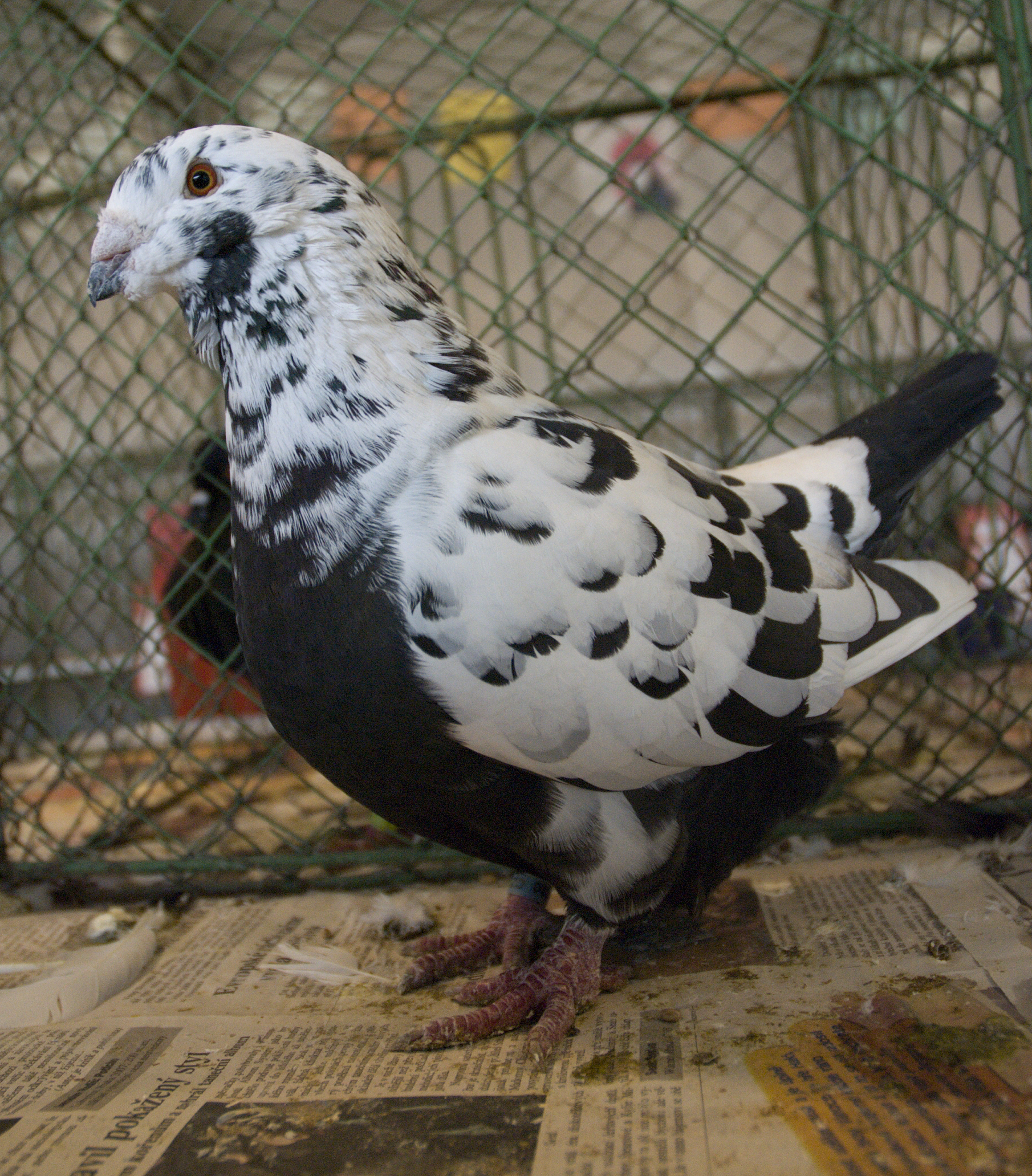
Gigant černý tygr

#### Speciální kresby holubů ostatních základních barev

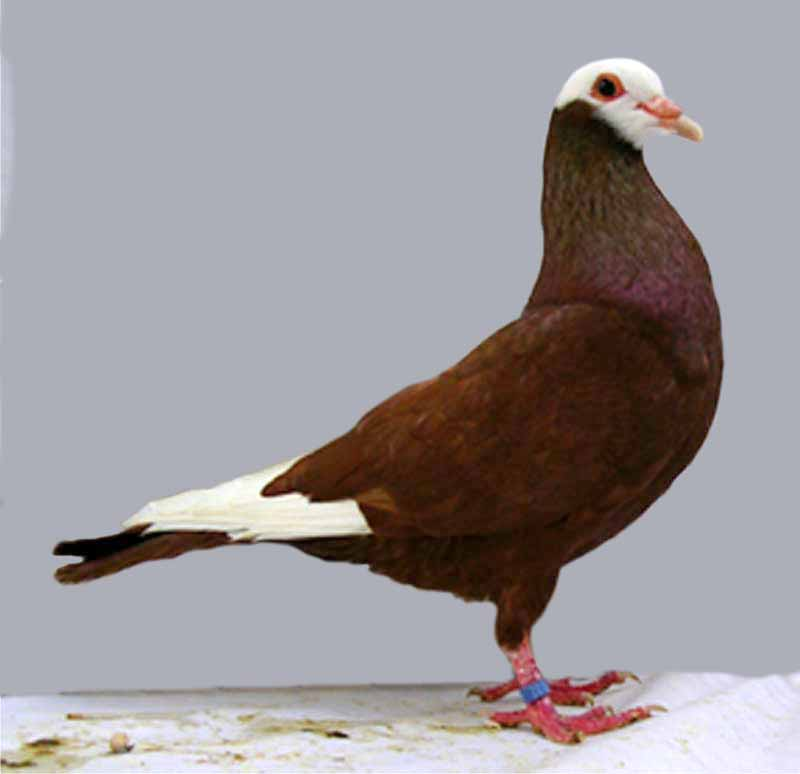
Gierský holub celobarevný červený, bělohlavý a bělohrotý

V barevném peří na hlavě holuba se popisuje lyska, malá bílá skvrna na čele ptáka. Holub s lyskou se označuje jako holub lysý. Lyska může být i jedinou kresbou na těle holuba, nebo je kombinována s bílým ocasem, jako je tomu u české lysky. Holub podobný lysce, s celou bílou čepičkou, je též označovaný jako holub lysý, nebo přesněji jako kněz.
Bradka je malá bílá skvrna pod zobákem a na horní části hrdla. Je typickým znakem rejdičů bradka. Půlměsícová kresba je bílá skvrna na přední části krku ve tvaru srpku. Je typická pro holuby plemene špaček či košoa.
Bělokosý, též bělohrotý, je holub se 3-9 bílými krajními letkami. Nejčastěji je to samostatná kresba. Bílá náprsenka je různě velká, ostře ohraničená bílá plocha na přední straně krku, bývá spojena s bílou hlavou nebo bradou. Často doplňuje sedlatou kresbu.
Holub s bílým ocasem je běloocasý, též běloocasák. Pro běloocasáky jsou typická bílá rýdovací pera. U některých plemen běloocasáků jsou ocasní krovky bílé, u jiných jsou spodní ocasní krovky, tedy klín, barevný. Kresba běloocasáků není samostatnou kresbou, nejčastěji je doplněna lyskou a bělohrotostí.
Běloštítný holub je opakem štítníka, je to barevný holub s bílými štíty křídel. Bělohlávek má hlavu celou bílou. Kresba je typická pro moravského voláče bělohlávka.

##### Kresba běloprsých holubů
Běloprsý holub je barevný holub se spodní bílou částí těla, bílé peří se táhne od dolní hrudi až ke kloace. Takto zbarvený holub se označuje též jako vlaštovák, přestože se jedná o zcela odlišnou kresbu než kresba vlaštováků popsaná mezi kresbami se základní bílou barvou.

##### Kresba mniší

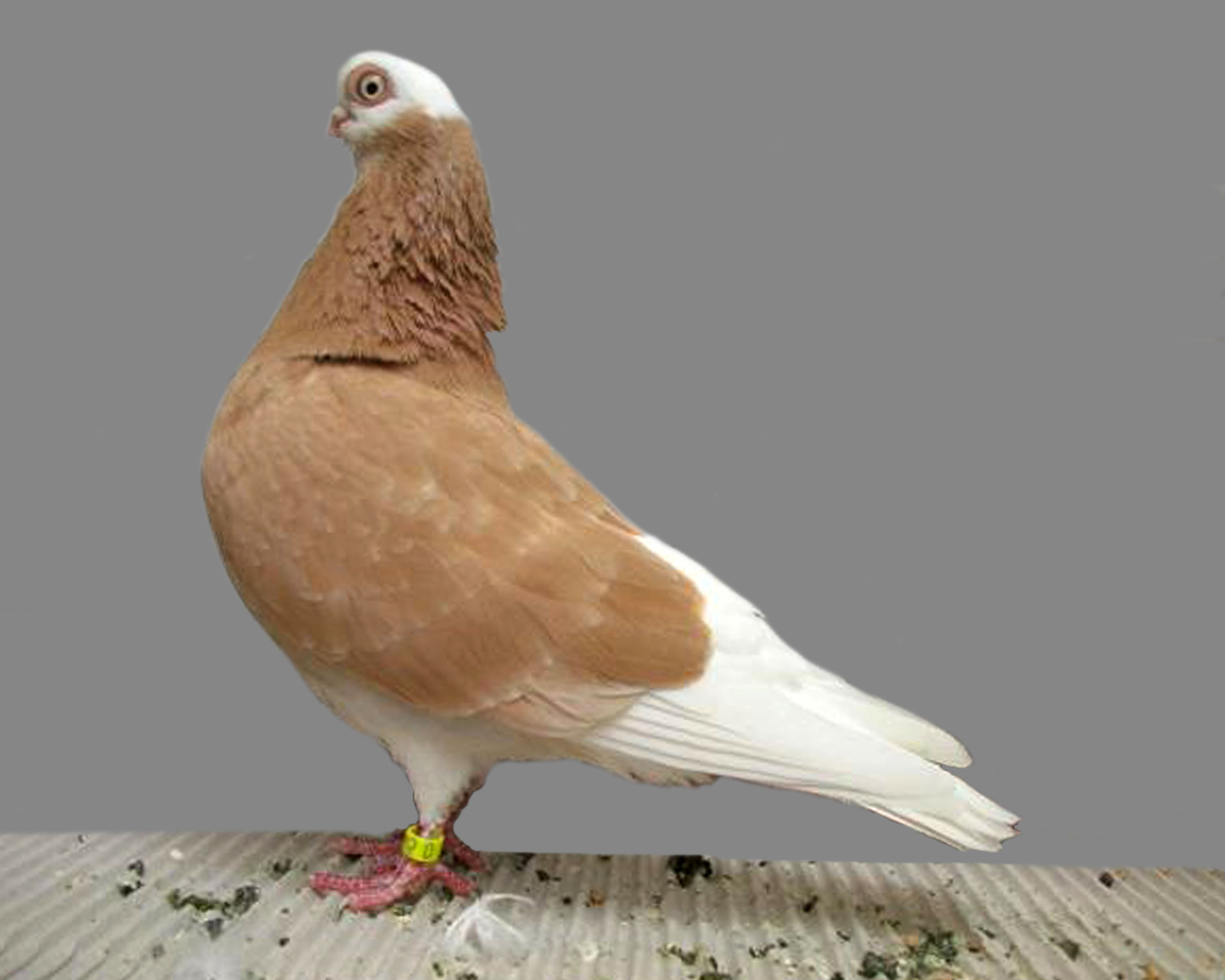
Elbinský bělohlávek celobarevný žlutý, mniší kresba

Mniší kresba je kresba barevných holubů, kteří mají hlavu, letky a ocas bílé. Mniši jsou vlastně opakem jeptišky, která má peří převážně bílé, jen její hlava, letky a ocas jsou barevné. Ocas mnichů je bílý včetně horních i dolních ocasních krovek a rousní holubi v mniší kresbě mají i bílé rousy.

##### Anglická kresba

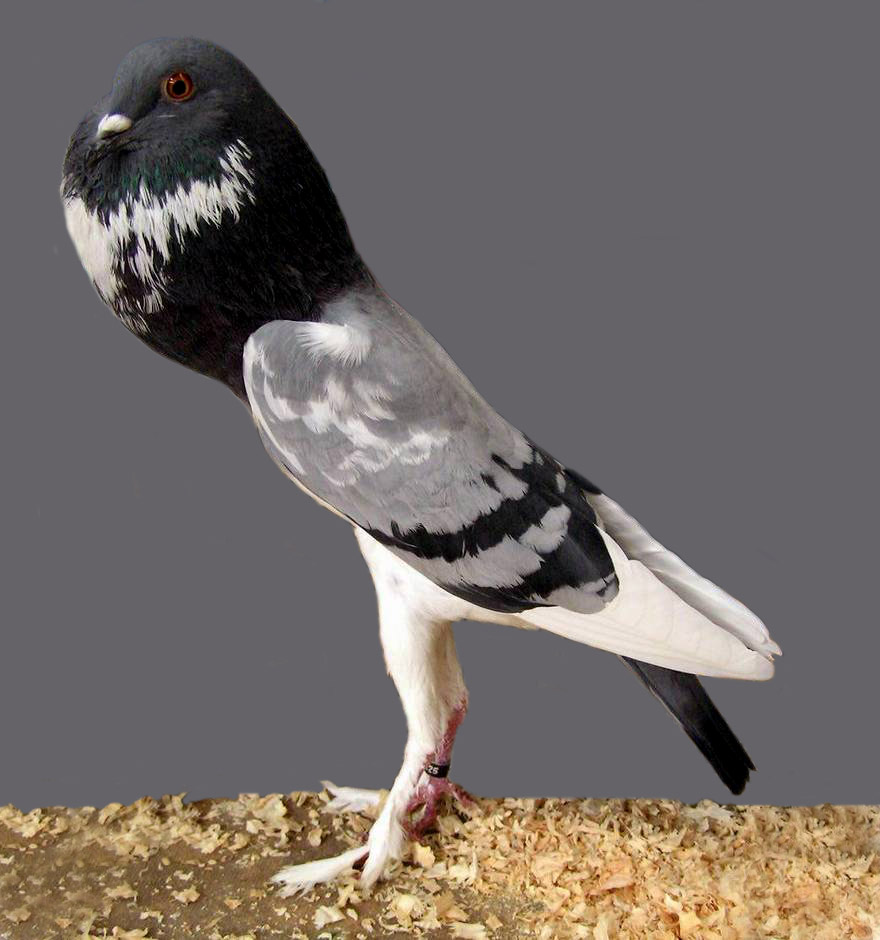
Anglický voláč zakrslý, modrý pruhový, v anglické kresbě

Anglická kresba je typickým zbarvením anglického voláče. Na barevném voleti je bílý půlměsíc, bílé jsou ruční letky, spodní část těla od poloviny hrudní kosti k ocasu a rozety tvořené bílými peříčky na ramínkách ptáka. Ocas je barevný.

##### Kresba tmavých tygrů

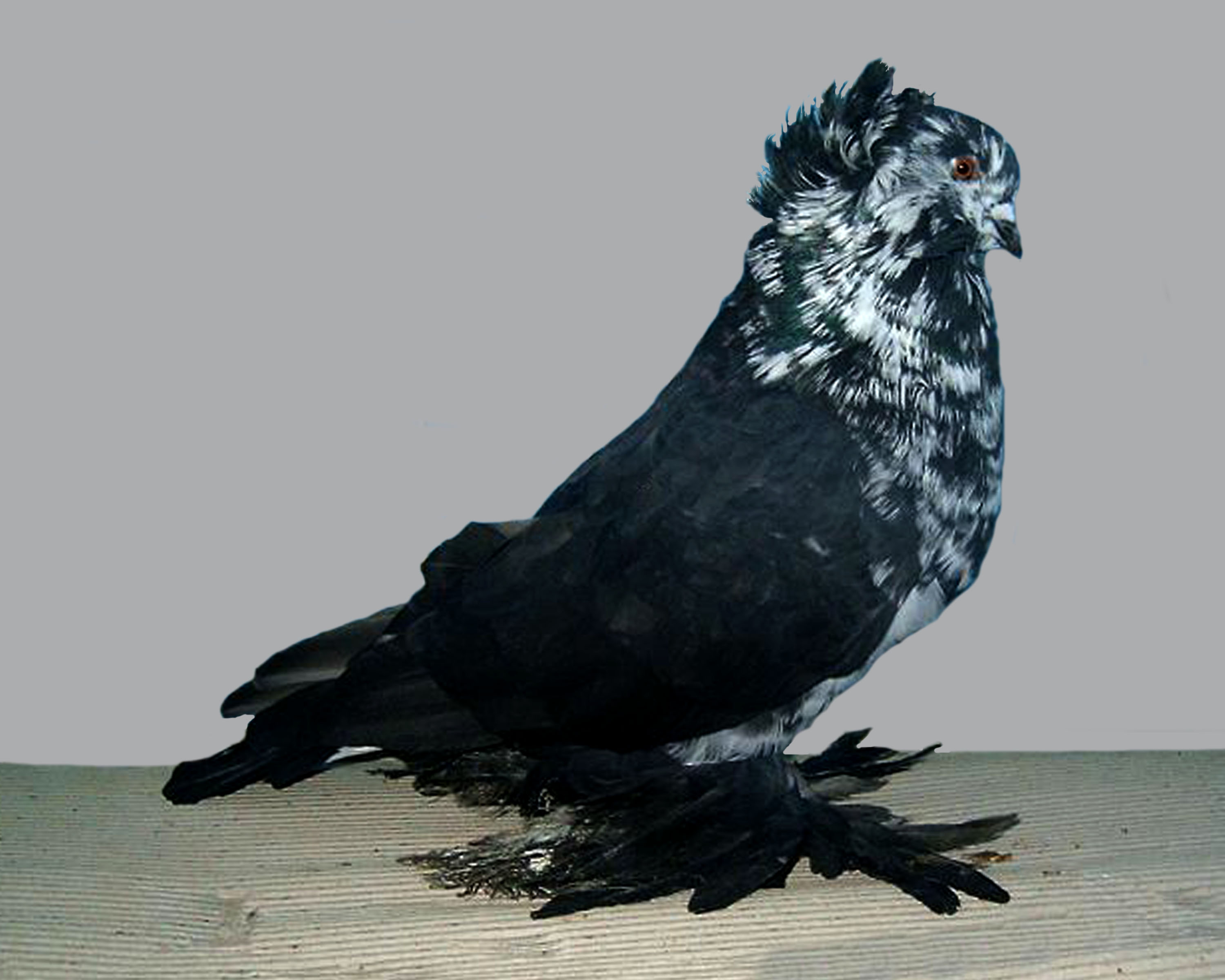
Maďarský obr, černý tygr

Tmavý tygr je varianta již zmíněného zbarvení tygra. Bílá barva je však u tmavých tygrů do značné míry potlačena a jen hlava, krk a sedlo bývají postříknuty bílým peřím.